# Charenton-le-Pont
Pour les articles homonymes, voir Charenton.
Charenton-le-Pont est une commune française située dans le département du Val-de-Marne en région Île-de-France.

## Géographie

### Localisation
Charenton-le-Pont est une commune de la banlieue sud-est de Paris, limitrophe de cette ville et notamment du Bois de Vincennes au nord, de la porte de Charenton et de la porte de Bercy à l'ouest, de la Seine et de la Marne (rivière) au sud et enfin de la commune de Saint-Maurice à l'est.
Selon la géographie des régions naturelles de France, la ville de Paris se situe entre le Pays de France (rive droite) et le Hurepoix (rive gauche), la Seine correspondant à la limite entre les deux régions.

### Communes limitrophes
Les communes limitrophes sont Paris, Saint-Maurice, Maisons-Alfort, Ivry-sur-Seine et Alfortville.
| Paris 12e             | Paris 12e                   | Paris 12e Saint-Maurice     |
| Paris 13e             | Charenton-le-Pont           | Saint-Maurice               |
| Paris, Ivry-sur-Seine | Ivry-sur-Seine, Alfortville | Maisons-Alfort, Alfortville |

### Géologie et relief
Charenton-le-Pont se situe au cœur d'un vaste bassin sédimentaire aux sols fertiles et au climat tempéré, le bassin parisien, sur une boucle de la Seine, entre les confluents de celle-ci avec la Marne.

### Hydrographie

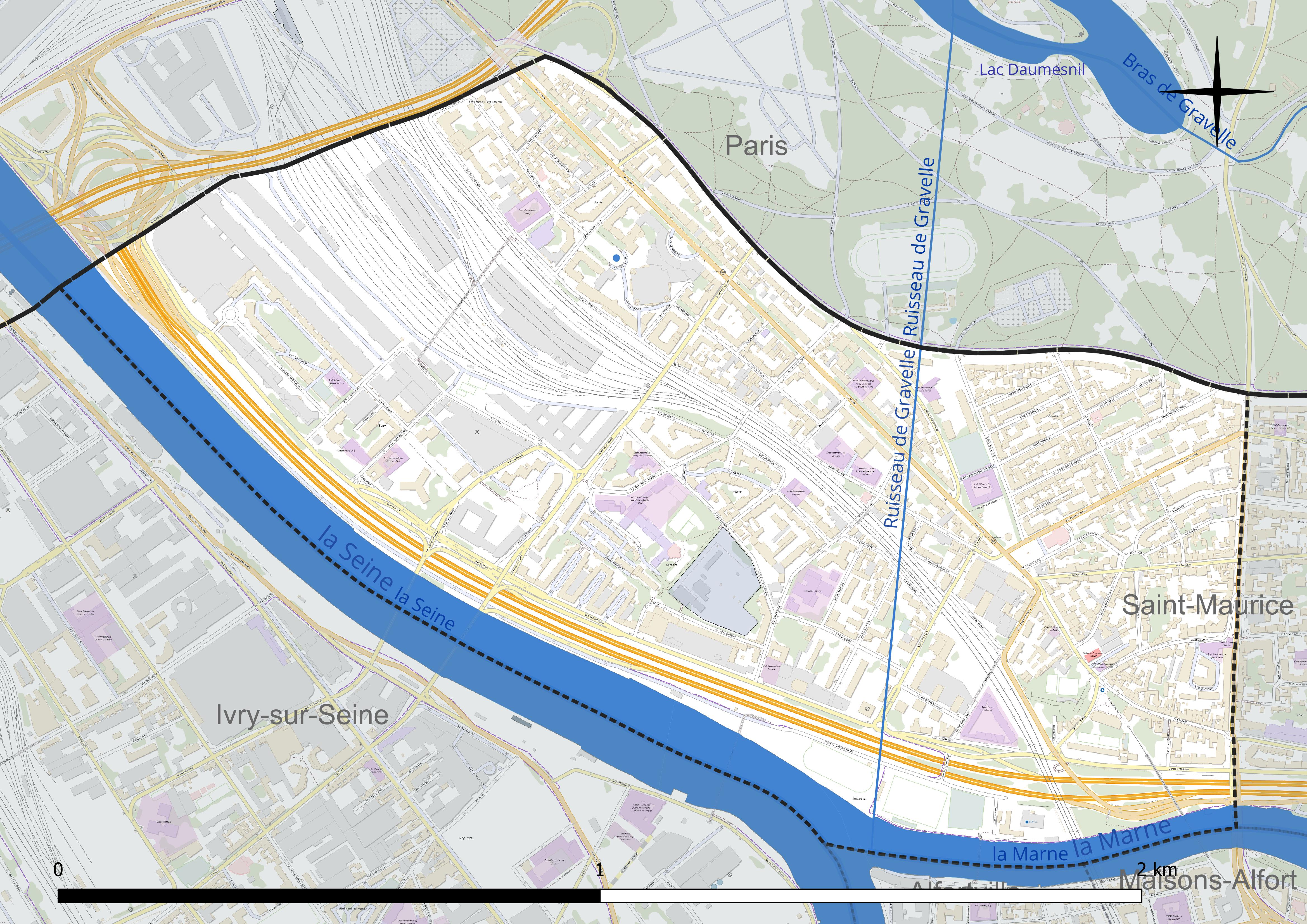
Carte hydrographique de la commune.

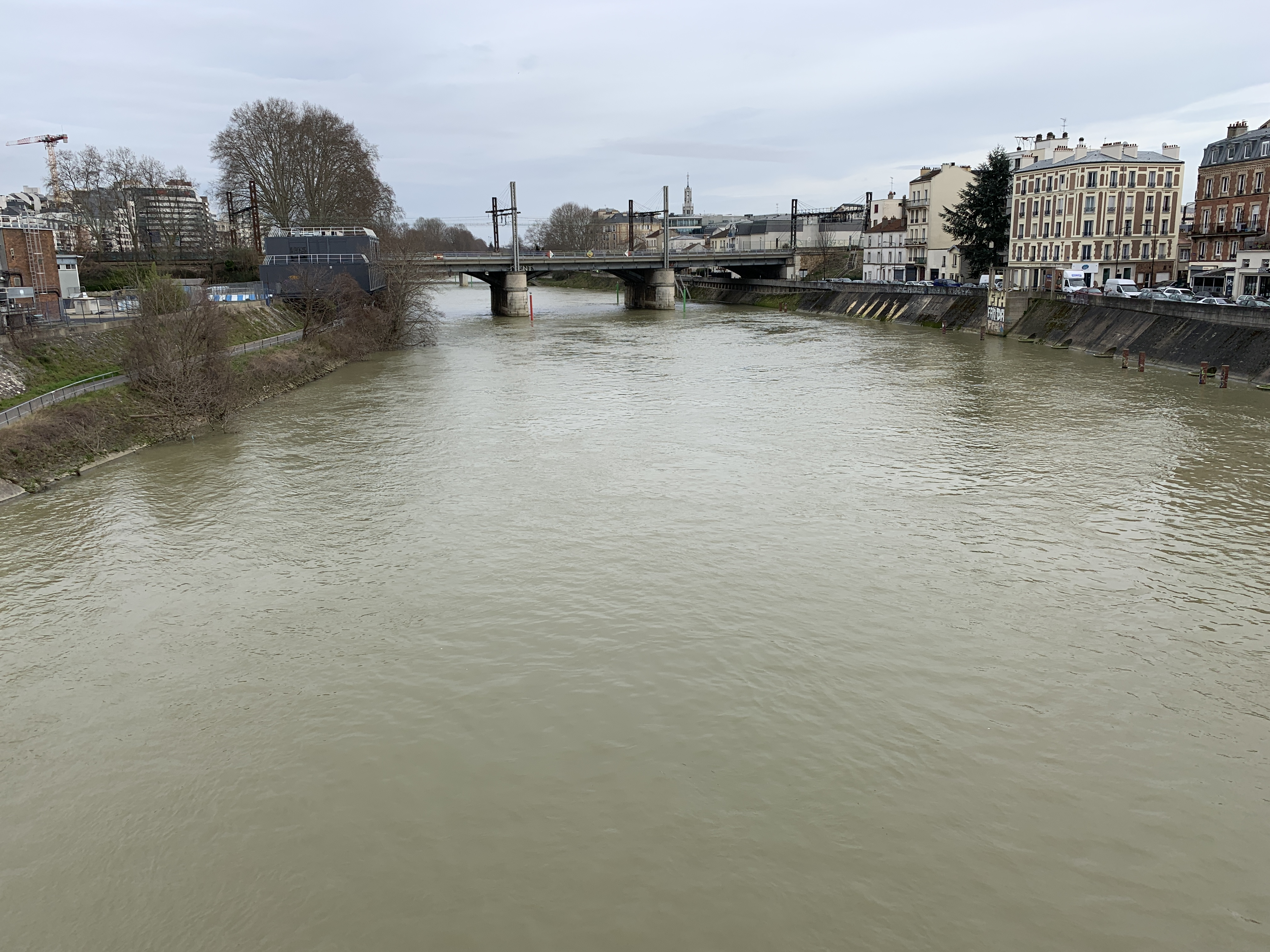
La Marne vue depuis la passerelle d'Alfortville.

La ville est traversée par la Marne et le fleuve la Seine, qui y confluent au lieu-dit Conflans-l'Archevêque.
Cette toponymie rappelle que les évêques — puis archevêques — de Paris y possédaient une propriété. Par la suite, un petit séminaire, pour le diocèse de Paris, s'y installa. Cet endroit vit la signature du traité de Conflans sous le règne de Louis XI.
La Marne est franchie par le pont de Charenton, qui permet le passage de la route nationale 6.

### Climat
Pour des articles plus généraux, voir Climat de l'Île-de-France et Climat du Val-de-Marne.
En 2010, le climat de la commune est de type climat océanique dégradé des plaines du Centre et du Nord, selon une étude du CNRS s'appuyant sur une série de données couvrant la période 1971-2000. En 2020, Météo-France publie une typologie des climats de la France métropolitaine dans laquelle la commune est exposée à un climat océanique altéré et est dans la région climatique Sud-ouest du bassin Parisien, caractérisée par une faible pluviométrie, notamment au printemps (120 à 150 mm) et un hiver froid (3,5 °C).
Pour la période 1971-2000, la température annuelle moyenne est de 12,4 °C, avec une amplitude thermique annuelle de 15,5 °C. Le cumul annuel moyen de précipitations est de 632 mm, avec 10,5 jours de précipitations en janvier et 7,8 jours en juillet. Pour la période 1991-2020, la température moyenne annuelle observée sur la station météorologique la plus proche, située sur la commune de Joinville-le-Pont à 4 km à vol d'oiseau, est de 12,9 °C et le cumul annuel moyen de précipitations est de 654,0 mm,. Pour l'avenir, les paramètres climatiques de la commune estimés pour 2050 selon différents scénarios d'émission de gaz à effet de serre sont consultables sur un site dédié publié par Météo-France en novembre 2022.
| Mois                                  | jan.             | fév.             | mars          | avril           | mai           | juin           | jui.          | août           | sep.          | oct.        | nov.            | déc.            | année      |
| ------------------------------------- | ---------------- | ---------------- | ------------- | --------------- | ------------- | -------------- | ------------- | -------------- | ------------- | ----------- | --------------- | --------------- | ---------- |
| Température minimale moyenne (°C)     | 2,5              | 2,5              | 4,7           | 7,1             | 10,6          | 13,9           | 15,8          | 15,6           | 12,4          | 9,3         | 5,6             | 3,1             | 8,6        |
| Température moyenne (°C)              | 5,2              | 6                | 9,2           | 12,4            | 15,8          | 19,1           | 21,3          | 21,1           | 17,4          | 13,3        | 8,7             | 5,6             | 12,9       |
| Température maximale moyenne (°C)     | 7,9              | 9,5              | 13,7          | 17,6            | 21            | 24,3           | 26,8          | 26,5           | 22,5          | 17,4        | 11,7            | 8,1             | 17,3       |
| Record de froid (°C) date du record   | −15,6 17.01.1985 | −12,1 07.02.1991 | −6,6 01.03.05 | −2,5 12.04.1986 | 1 08.05.1997  | 4,8 04.06.1991 | 7,5 14.07.08  | 6,8 29.08.1986 | 4 18.09.10    | −1 28.10.03 | −6,8 24.11.1998 | −9,5 29.12.1996 | −15,6 1985 |
| Record de chaleur (°C) date du record | 17,3 27.01.03    | 22,5 27.02.19    | 27,5 31.03.21 | 31 20.04.18     | 33,4 27.05.05 | 38,9 21.06.17  | 42,5 25.07.19 | 41 12.08.03    | 35,9 08.09.23 | 31 03.10.11 | 22,5 08.11.15   | 17,2 17.12.15   | 42,5 2019  |
| Précipitations (mm)                   | 52               | 47,1             | 46,3          | 45,4            | 62,9          | 54,2           | 59,1          | 55,9           | 49,9          | 56,2        | 59,2            | 65,8            | 654        |

## Urbanisme

### Typologie
Au 1er janvier 2024, Charenton-le-Pont est catégorisée grand centre urbain, selon la nouvelle grille communale de densité à sept niveaux définie par l'Insee en 2022.
Elle appartient à l'unité urbaine de Paris, une agglomération inter-départementale regroupant 407  communes, dont elle est une commune de la banlieue,,. Par ailleurs la commune fait partie de l'aire d'attraction de Paris, dont elle est une commune du pôle principal,. Cette aire regroupe 1 929 communes,.

### Morphologie urbaine

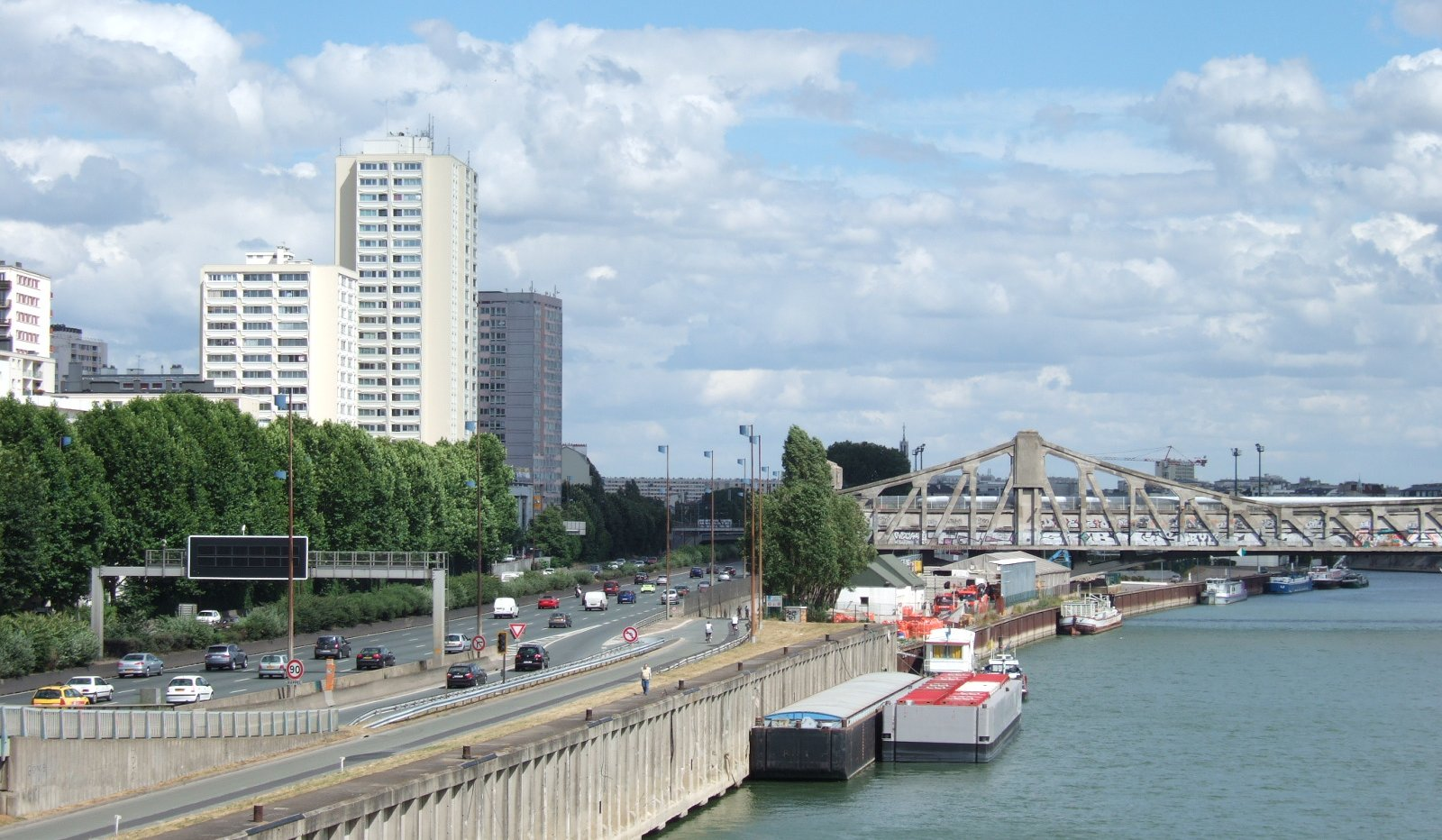
L'A4 et Charenton-le-Pont.

La ville s’étend sur 1,85 km2 (une des plus petites communes du Val-de-Marne, seules cinq autres étant moins étendues) et est entièrement urbanisée (15 349 hab./km2, l’une des densités les plus élevées du département et parmi les plus hautes de la petite couronne parisienne).
Charenton-le-Pont est située sur la rive droite de la Marne et de la Seine (rives nord), de part et d'autre de leur confluent, juste en amont de Paris.
La commune est traversée, depuis 1848 par la tranchée  de la voie ferrée provenant de la gare de Lyon qui divise la ville en deux parties reliées par des ponts et passerelles, depuis le début des années 1970  par l'autoroute de l'Est large de 10 voies le long de la Seine et de la Marne qui sépare la ville de ces cours d'eau, ainsi que, sur sa partie ouest, par une ancienne gare de marchandises, actuellement voies de garage et centre d'entretien des TGV (« technicentre Sud-Est européen »).
Après la disparition au cours des XIXe et XXe siècles d'une grande partie de son patrimoine (notamment châteaux de Conflans et de Bercy, hôtel du Plessis-Bellière), elle a conservé un centre architecturalement cohérent autour de sa mairie et de son église.

### Quartiers et lieux-dits

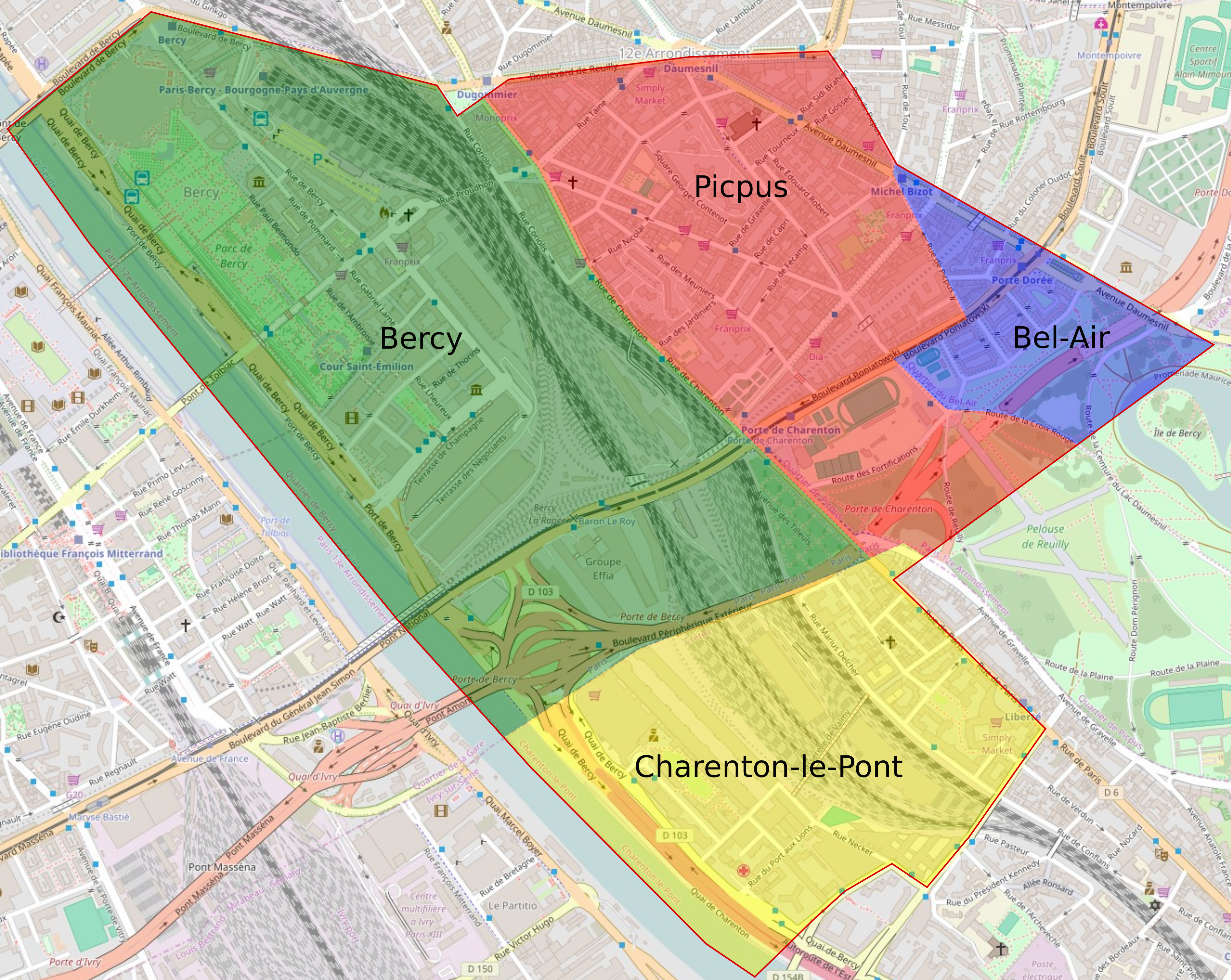
En jaune, la partie de l'ancienne commune de Bercy rattachée à Charenton-le-Pont.

La municipalité découpe la commune en cinq quartiers :
1. Valmy
2. Bercy
3. Centre
4. Pasteur
5. Pont

Le secteur le plus prisé est le pourtour du Bois de Vincennes avec l'avenue de Gravelle, traversant les quartiers de Valmy et du Centre réputés pour leurs facilités (commerces, bois, transports). De nombreux hôtels particuliers et immeubles bordent l'avenue de Gravelle, offrant une multiplicité architecturale rare (classicisme, art déco, modernisme, post-modernisme, style néo-Louis XIII, néo-Renaissance flamande).

### Habitat et logement
En 2021, le nombre total de logements dans la commune était de 15 840, alors qu'il était de 15 455 en 2016 et de 15 135 en 2011.
Parmi ces logements, 87,5 % étaient des résidences principales, 4,7 % des résidences secondaires et 7,8 % des logements vacants. Ces logements étaient pour 1,7 % d'entre eux des maisons individuelles et pour 97,8 % des appartements.
Le tableau ci-dessous présente la typologie des logements à Charenton-le-Pont en 2021 en comparaison avec celle du Val-de-Marne et de la France entière. Une caractéristique marquante du parc de logements est ainsi une proportion de résidences secondaires et logements occasionnels (4,7 %) supérieure à celle du département (2 %) mais inférieure à celle de la France entière (9,7 %).
| Typologie                                               | Charenton-le-Pont | Val-de-Marne | France entière |
| ------------------------------------------------------- | ----------------- | ------------ | -------------- |
| Résidences principales (en %)                           | 87,5              | 92,1         | 82,2           |
| Résidences secondaires et logements occasionnels (en %) | 4,7               | 2            | 9,7            |
| Logements vacants (en %)                                | 7,8               | 5,8          | 8,1            |

La commune atteint presque par les obligations qui lui sont faites par l'article 55 de la loi SRU de disposer d'au moins 25 % de son parc de résidences principales constituées de logements sociaux. En effet, elle dispose en 2019 de 3 517 logements sociaux au sens de cette législation, soit 24,34 % de son parc de résidence principales, alors que ce taux était de 23,96 % en 2014

### Projets d'aménagement
En liaison avec le projet de ZAC parisienne de Bercy-Charenton, qui prévoit notamment la prolongation de la rue Baron-Le-Roy vers Charenton, la municipalité prévoit l'aménagement de son quartier Bercy ; le projet prévoit en particulier la restructuration du centre commercial Bercy 2 et la construction d'une tour de 180 mètres de haut, signée par l’agence américaine Skidmore, Owings and Merrill, ainsi que l'élargissement de la passerelle Valmy vers le bois de Vincennes, le tout créant 360 000 m2 de nouvelles constructions, dont un millier de logements, des bureaux et des commerces.

### Transports et voies de communication

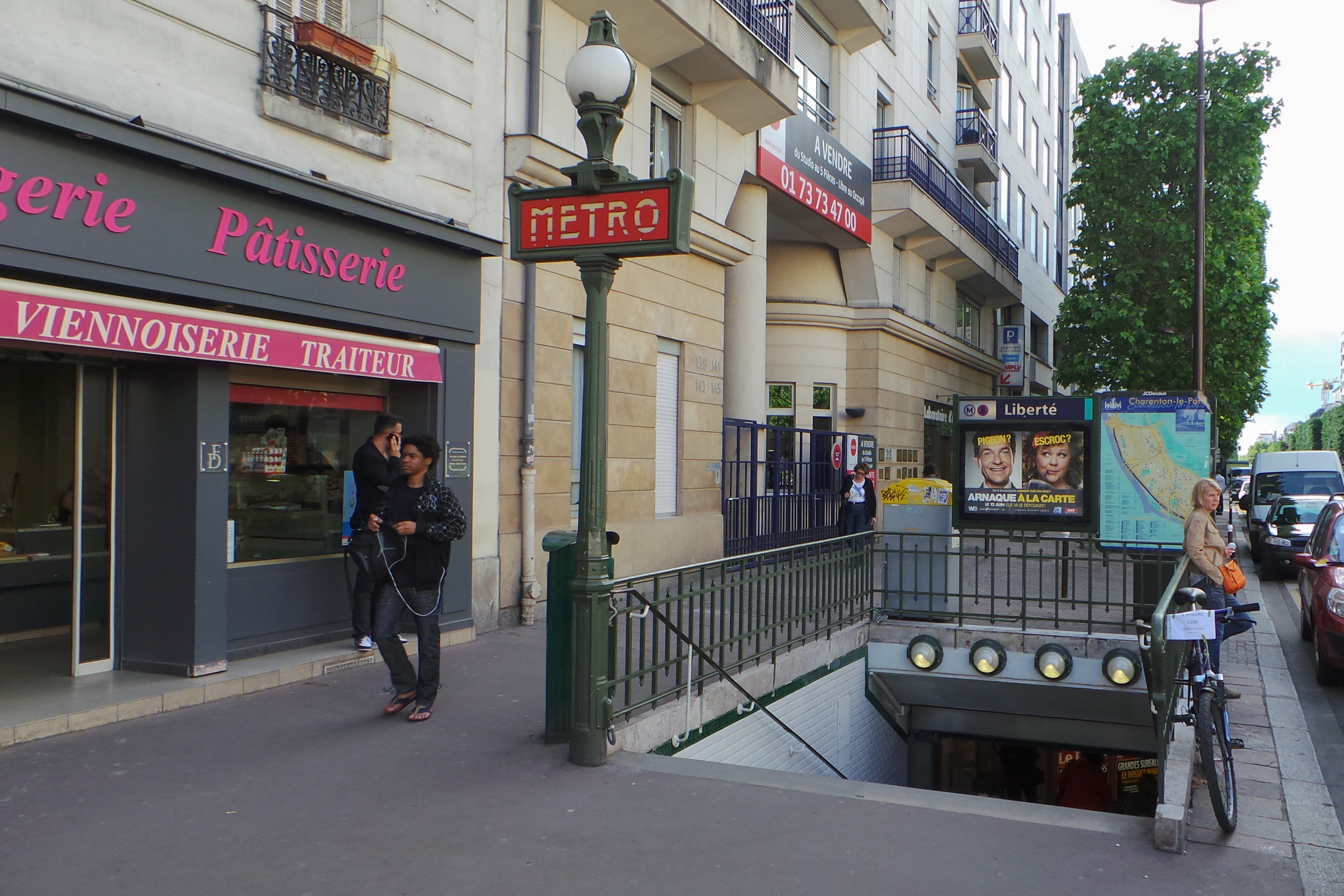
La station de métro Liberté, sur la ligne 8.

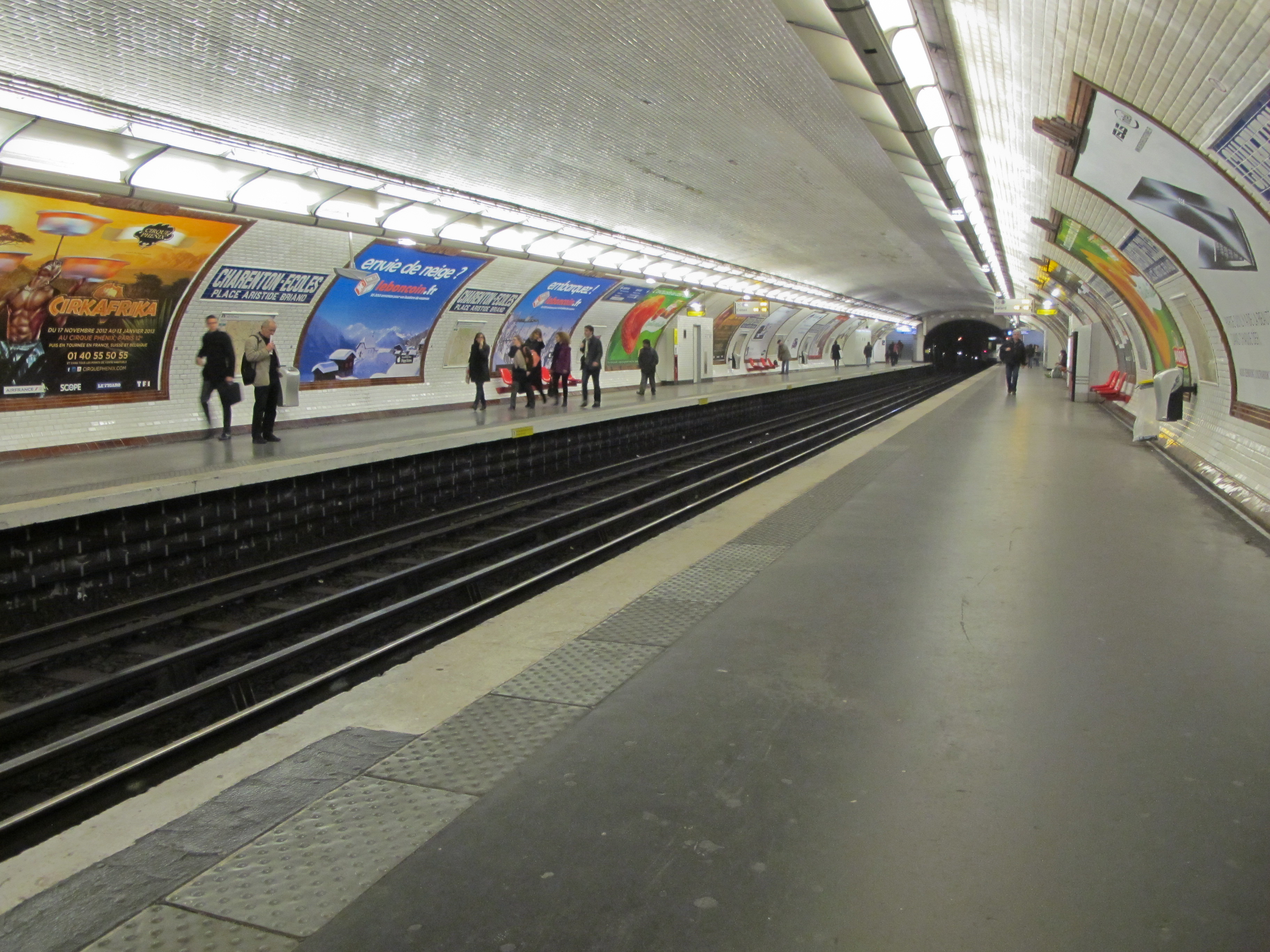
La station de métro Charenton - Écoles.

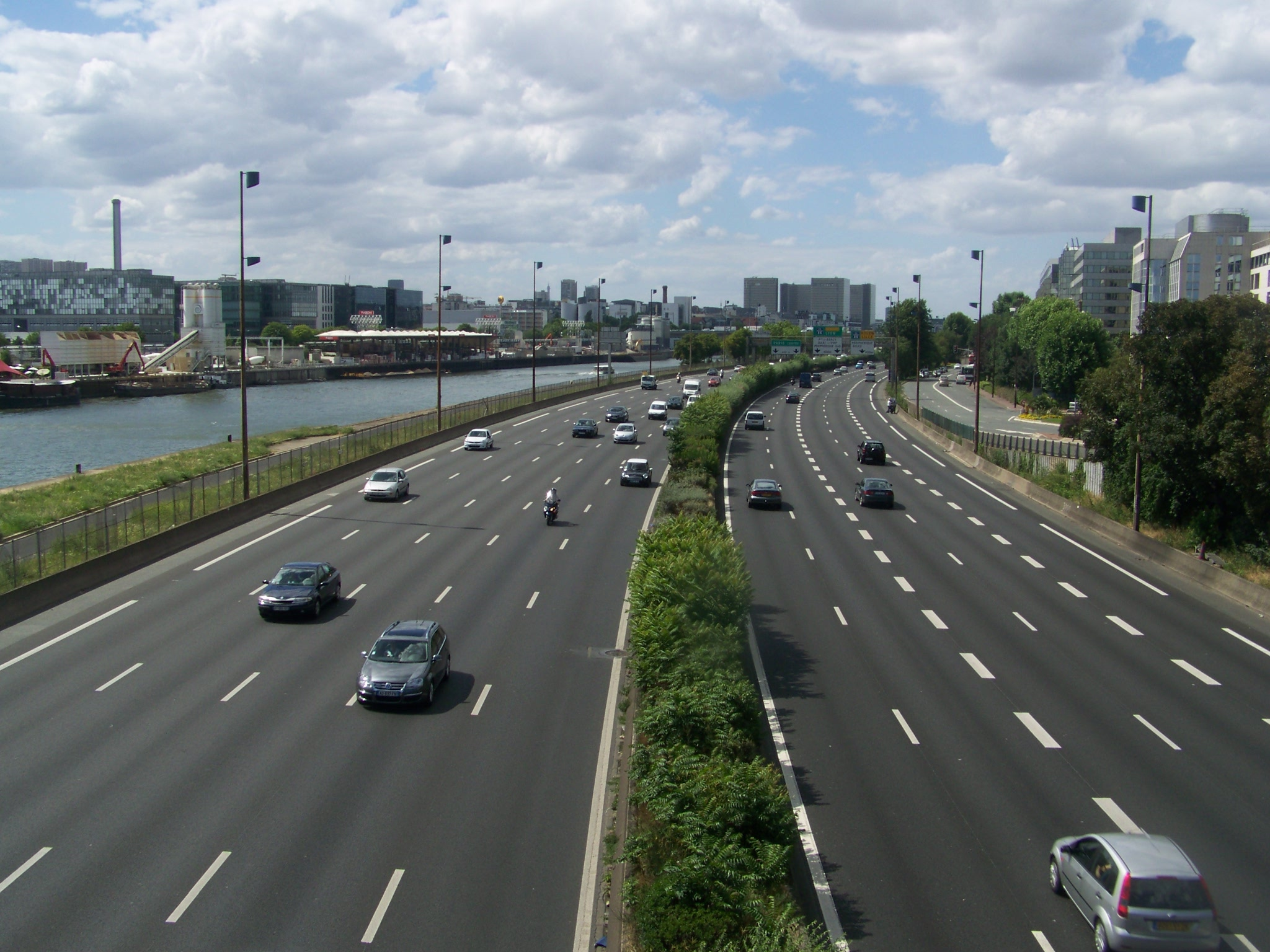
L'autoroute A4 à Charenton.

La commune est traversée par l'autoroute A4 et l'important faisceau ferroviaire de la ligne de Paris-Lyon à Marseille-Saint-Charles.

#### Voies routières
Du fait de sa situation à proximité immédiate de Paris, Charenton bénéficie de plusieurs axes routiers majeurs, à savoir notamment le boulevard périphérique de Paris au nord de la commune et l'autoroute A4 le long de la Seine à l'ouest.
- Autoroute :
  - sortie no 2 (sens Province-Paris uniquement) : dite de « Charenton », menant à Charenton-Centre et Charenton-Bercy ;
  - sortie no 3 : Charenton-Gravelle.
- Boulevard périphérique :
  - sortie, dite « Porte de Bercy » ;
  - sortie no 47, dite « Porte de Charenton ».

À partir d'avril 2018, Charenton sera une des premières communes en région parisienne (avec Vincennes) à rendre payant le stationnement des deux-roues motorisés car leur occupation de l'espace public a beaucoup augmenté et le stationnement illicite est fréquent.

#### Aménagements cyclables
En novembre 2024, la ville entame des travaux afin d'assurer une continuité entre la piste cyclable de la rue de Charenton dans le 12e arrondissement et la rue de Paris. Longues d'un peu plus d'un kilomètre, les deux pistes unidirectionnelles de chaque côté de la rue relieront en septembre 2025 la Porte de Charenton à Charenton-Écoles.
Cinq stations Vélib' sont situées à Charenton-le-Pont, ainsi que dans le Bois de Vincennes adjacent.
Un itinéraire cyclable longe la Seine par le quai de Charenton reliant la Seine rive droite à Paris (quai de Bercy) aux bords de Marne et à la banlieue Sud-Est. Ce parcours, qui fait partie de la véloroute EuroVelo 3 comporte une liaison avec la ville via le pont Martinet qui enjambe l'autoroute au départ de l'île Martinet, ainsi qu'une rampe pour vélos et piétons, ouverte en mai 2023 sur les ponts Nelson Mandela, pour un montant de 13,5 millions d'euros pris en charge par le département, la région et l'État.

#### Transports en commun
La commune est desservie par les transports en commun avec la ligne 8 du métro de Paris aux stations Liberté et Charenton - Écoles et la station Porte de Charenton (Paris) située à proximité de la ville.
La ligne 3a du tramway d'Île-de-France passe à proximité de la ville et la dessert aux stations Porte de Charenton et Baron-le-Roy.
Le réseau de bus RATP et le Noctilien viennent compléter la desserte.

## Toponymie

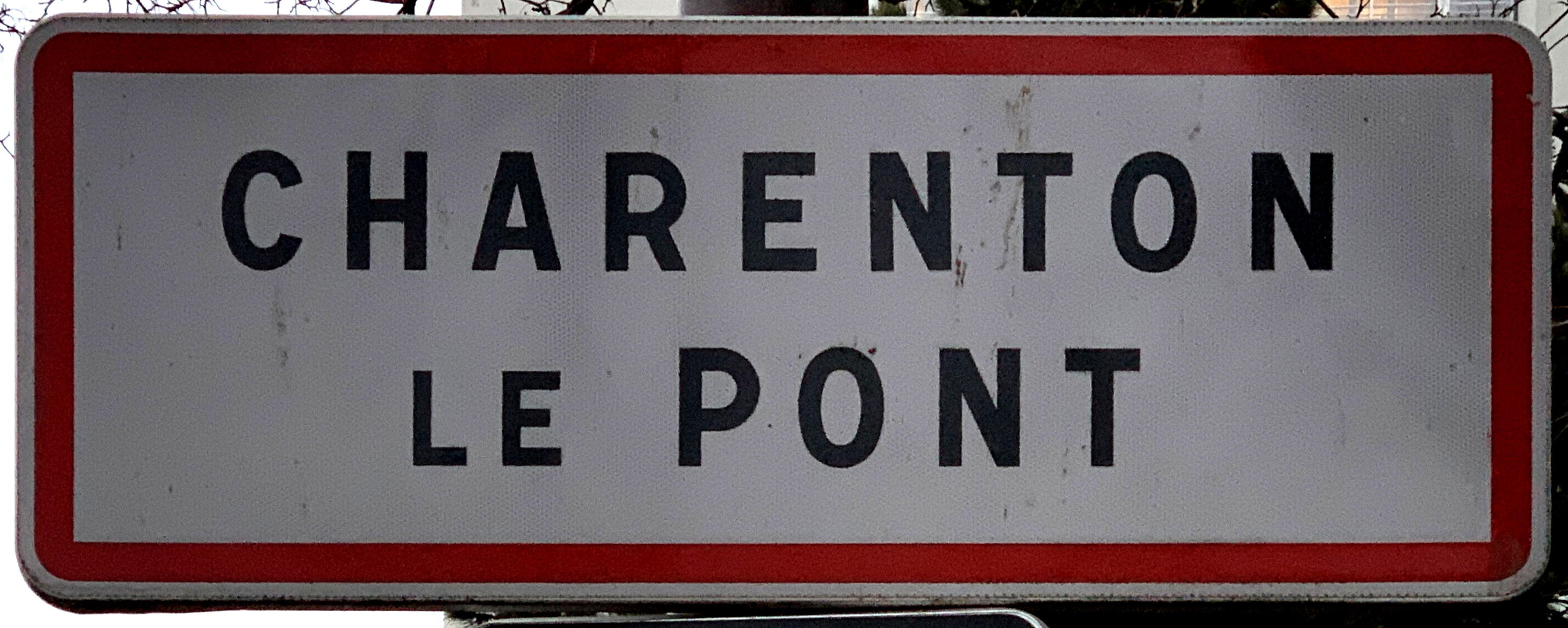
Panneau d'entrée.

Le nom de la commune est composé de deux termes. Charenton a pour origine le radical pré-indo-européen kal ou kar qui signifie pierre. Ce terme serait donc lié à l'activité d’extraction de la pierre de liais au bourg des Carrières. Le second terme, Pont, est lié à un pont du VIIe siècle passant sur la Marne.

## Histoire

### Moyen Âge

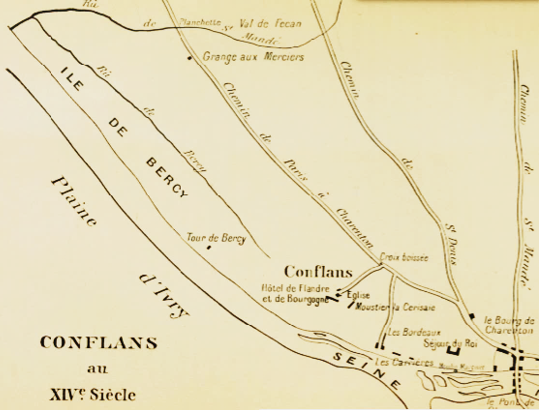
Bercy, Conflans et Charenton au XIVe siècle

Au Moyen Âge, le bourg de Charenton-le-Pont  faisait partie, avec Conflans, Bercy et la seigneurie de la Grange aux Merciers, de la paroisse de Conflans dont l’église Saint-Pierre détruite en 1867 était située à l’emplacement de l’actuelle rue du Séminaire de Conflans, à l'angle de la rue du Président-Kennedy. Cette paroisse qui s'étendait du pont de Charenton jusqu'à Bercy à la limite avec l'immense paroisse Saint-Paul de Paris fixée au ru de Montreuil, était rattachée  au Moyen Âge à l'abbaye de Saint-Martin-des-Champs à Paris à la suite d'une donation de l'évêque de Paris en 1098 confirmée par des bulles papales au XIIe siècle.
En 865, les Vikings s'emparent du pont et le rompent.
En juin 1358, le dauphin Charles s'en rend maître pour se diriger sur Paris occupée par les Anglais.
Sous Charles VII, les Anglais, maîtres de Charenton, en sont chassés, le 11 janvier 1436, par le capitaine de Corbeil nommé Ferrière.
En 1465, l'armée de la Ligue du Bien public l'attaque, et s'y porte pour protéger ses opérations contre Louis XI.

### Temps modernes

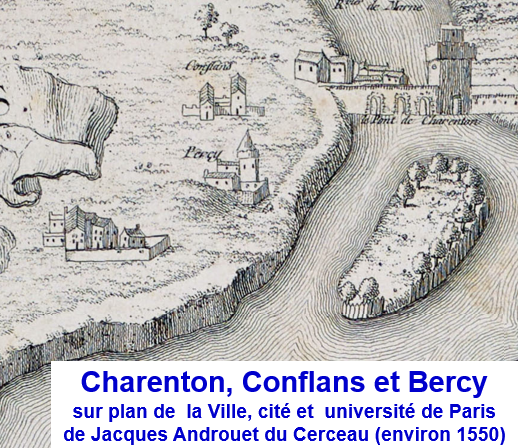
Charenton et Bercy sur plan Androuet du Cerceau de 1550

Les plans anciens, plan de la Gouache daté de 1535, plan de Truschet et Hoyau et plan de Jacques Androuet du Cerceau dessinés vers 1550 représentent schématiquement ce territoire, de l'aval de la Seine au confluent et au bord de la Marne (du premier plan à l'arrière plan) comprenant ;
- un ensemble de bâtiments entouré d'une muraille, le manoir du seigneur de la Grange aux Merciers à l'emplacement de l'actuelle rue Gabriel-Lamé qui était un somptueux logis comprenant trois corps de bâtiments pouvant héberger 40 cavaliers, un moulin à vent et dépendances. Des rois de France avaient séjourné dans ce logis. Ces bâtiments ont été réunis à la seigneurie de Bercy  en 1624 ;
- indiquée sous le nom de Bercy, ou orthographiée « Percy », une forteresse d'aspect féodal, comportant un donjon, entourée d'une enceinte de murailles avec une porte fortifiée. Ce château est situé  non loin de la Seine, à mi distance entre le manoir de la Grange aux Merciers et Conflans, approximativement à l'emplacement de l'actuel centre commercial Bercy 2. Ce château sera détruit en 1658 et reconstruit plus en hauteur (à l'emplacement du croisement de l'actuelle rue de Valmy avec la rue Marius Delcher) ;
- en face, au milieu du fleuve, une île, la pointe tournée vers Paris, qui correspond schématiquement à un ensemble d'îlots sur la Marne qui furent réunis à la terre ferme au XIXe siècle et au XXe siècle ;
- plus loin, le village de Conflans dominant le confluent de la Seine et de la Marne. À la date d'établissement de ces cartes, le village comprenait essentiellement, l'église Saint-Pierre et les vestiges de l'ancien Séjour de Bourgogne du XIVe siècle qui sera reconstruit au début du XVIIe siècle ;
- le pont de Charenton couvert de tours et le bourg de Charenton.

Le domaine seigneurial de Bercy s'agrandit au début du XVIIe siècle par l'absorption de territoires voisins : terre et seigneurie du bourg de Charenton en 1605 ; fief et seigneurie de la Grange-aux-Merciers, dite plus tard le Petit-Bercy , vendus par son dernier propriétaire Thomas Le Cocq en 1624 à Charles de Malon, seigneur de Bercy ; domaine de Conflans en 1643.
Jusque vers 1830, les parties habitées de Charenton se limitaient pour l'essentiel à trois noyaux d'occupation datant du Moyen Âge, d'importance inégale.
En 1830, le Bourg du Pont comptait 908 habitants, le Bourg des Carrières 917 habitants et Conflans limité à quelques maisons au voisinage du château, de l'église et de l'ancien couvent des Bénédictines 87 habitants.

#### Bourg du Pont
La ville doit son nom à la présence du pont de Charenton, franchissant la Marne et permettant les relations entre la capitale et les provinces à l'Est, à proximité duquel s'est édifié le Bourg du Pont, un lieu d'auberges et de débits de boisson ; c'est un des premiers noyaux d'urbanisation de la commune. L'ouvrage est mentionné dès le VIIe siècle et est certainement l'un des plus anciennement bâtis pour faciliter la desserte de Paris. Il a toujours été regardé comme sa clef. Située à un emplacement stratégique (proximité de la capitale, existence d’un pont permettant de franchir la Marne près de son confluent avec la Seine), la ville fut le théâtre de nombreux combats.

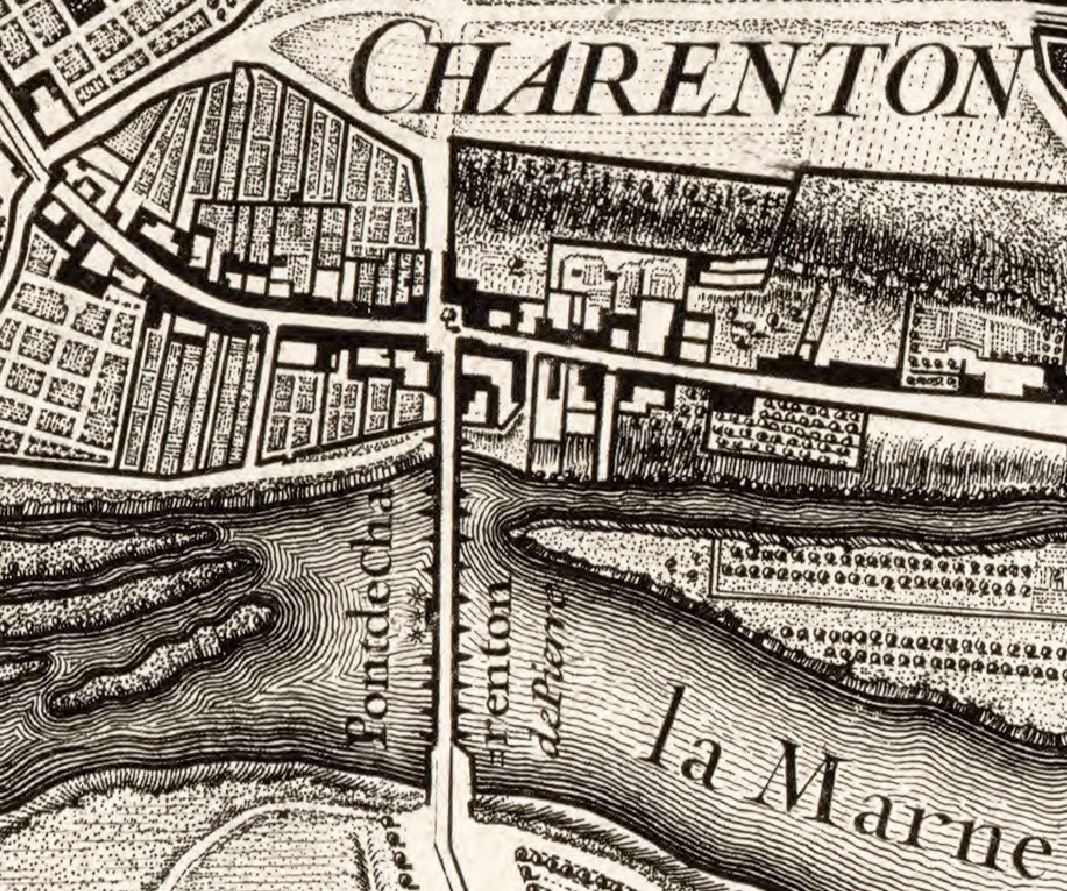
Bourg du Pont sur plan de Roussel de 1731.
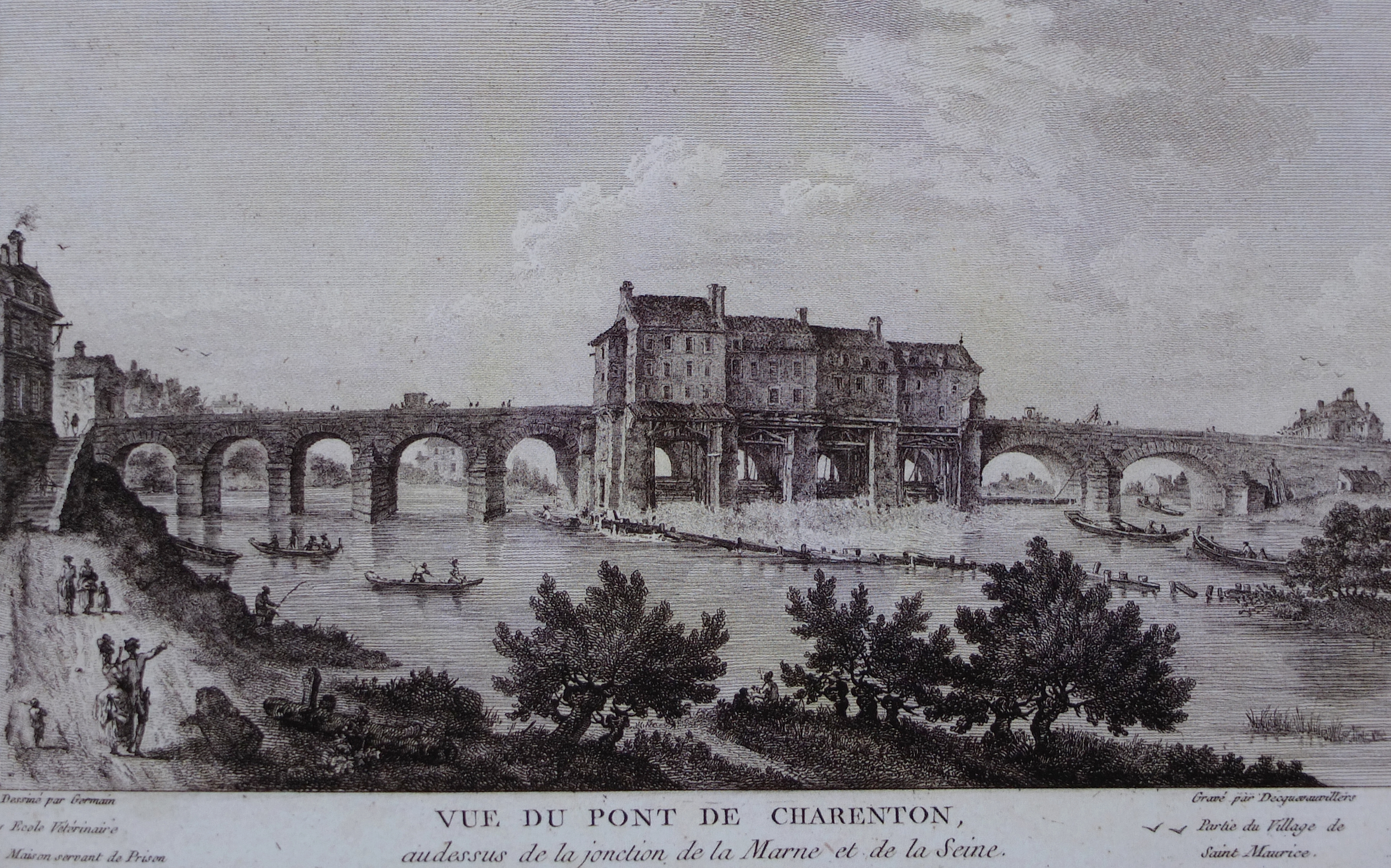
Le pont de Charenton vers 1750. Archives municipales.
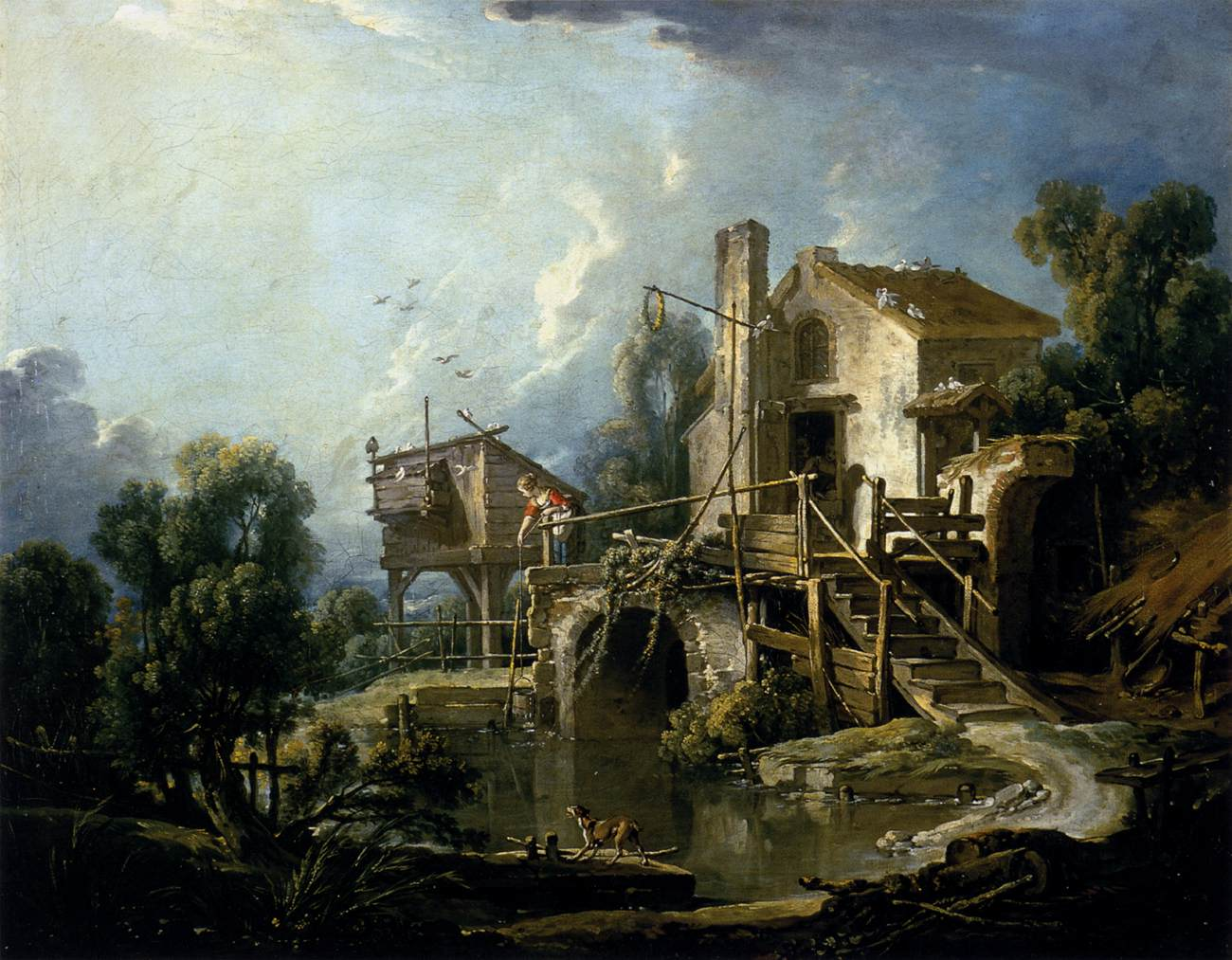
Moulin à Charenton de François Boucher, années 1750.
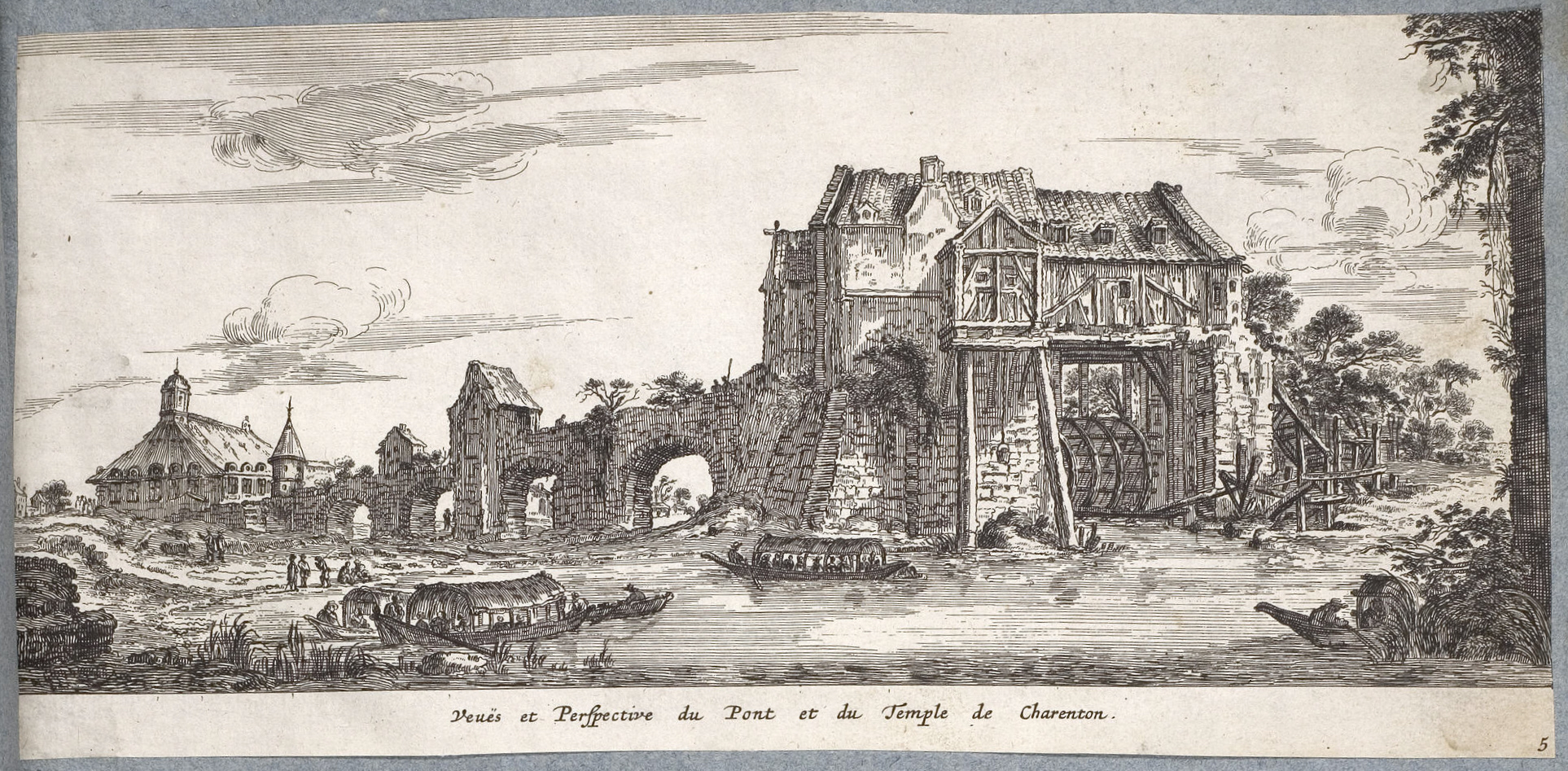
Veuës et Perspective du Pont et du Temple de Charenton, ca.1675.
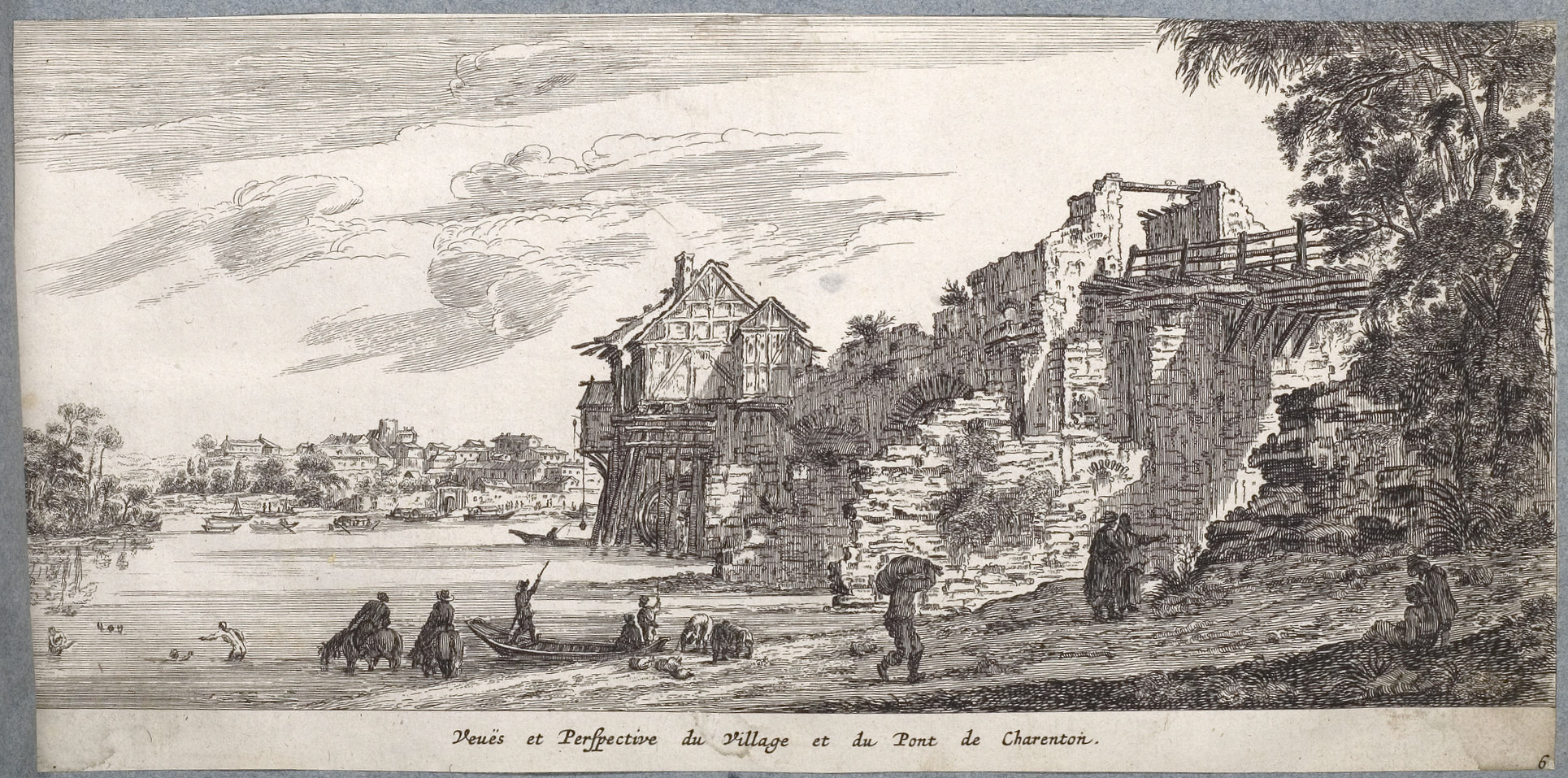
Veuës et Perspective du Village et du Pont de Charenton, ca.1675.

Les calvinistes prennent le bourg  en 1567.
Le 25 avril 1590, Henri IV l’enlève aux soldats de la ligue mais en septembre 1590, lors du siège de Paris, l’Espagnol Alexandre Farnèse reprend la ville, ce qui permet de ravitailler la capitale assiégée par Henri IV au cours de la huitième guerre de religion.
Après quelques hésitations, la ville est désignée pour abriter le temple protestant de Paris attribué par l’édit de Nantes. Lors du soulèvement protestant de 1621, les protestants y sont massacrés après l’échec de Luynes au siège de Montauban.
En 1631, se tient à Charenton un synode national de l’Église réformée de France pour discuter ses principes et sa discipline.
Pendant les guerres de la minorité de Louis XIV, en 1649, les frondeurs y repoussent le prince de Condé qui le reprend la même année.
En 1655, la marquise du Plessis-Bellière, première conseillère et meilleure amie de Nicolas Fouquet, achète l'hôtel du Plessis-Bellière, situé non loin du pont de Charenton. Le Surintendant des finances Fouquet vient souvent dans cet hôtel chez son ami et son cercle littéraire lié aux Précieuses.
Pris et repris plusieurs fois au cours des siècles, le pont de Charenton est rebâti plusieurs fois ; il l'est, entre autres, en 1714, et subit quelques réparations en 1812.
Le bourg était entouré d'une fortification supprimée en 1734  dont le tracé correspondait aux actuelles rues Gabriel Péri et de la Mairie.

#### Séjour du roi

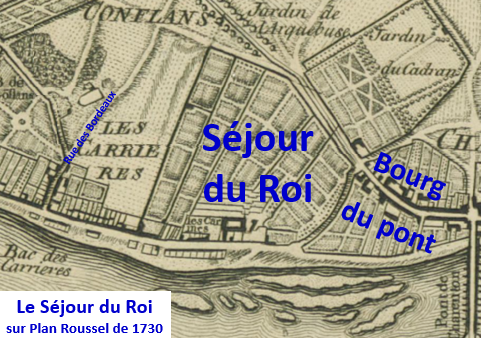
Séjour du Roi (plan Roussel 1730)

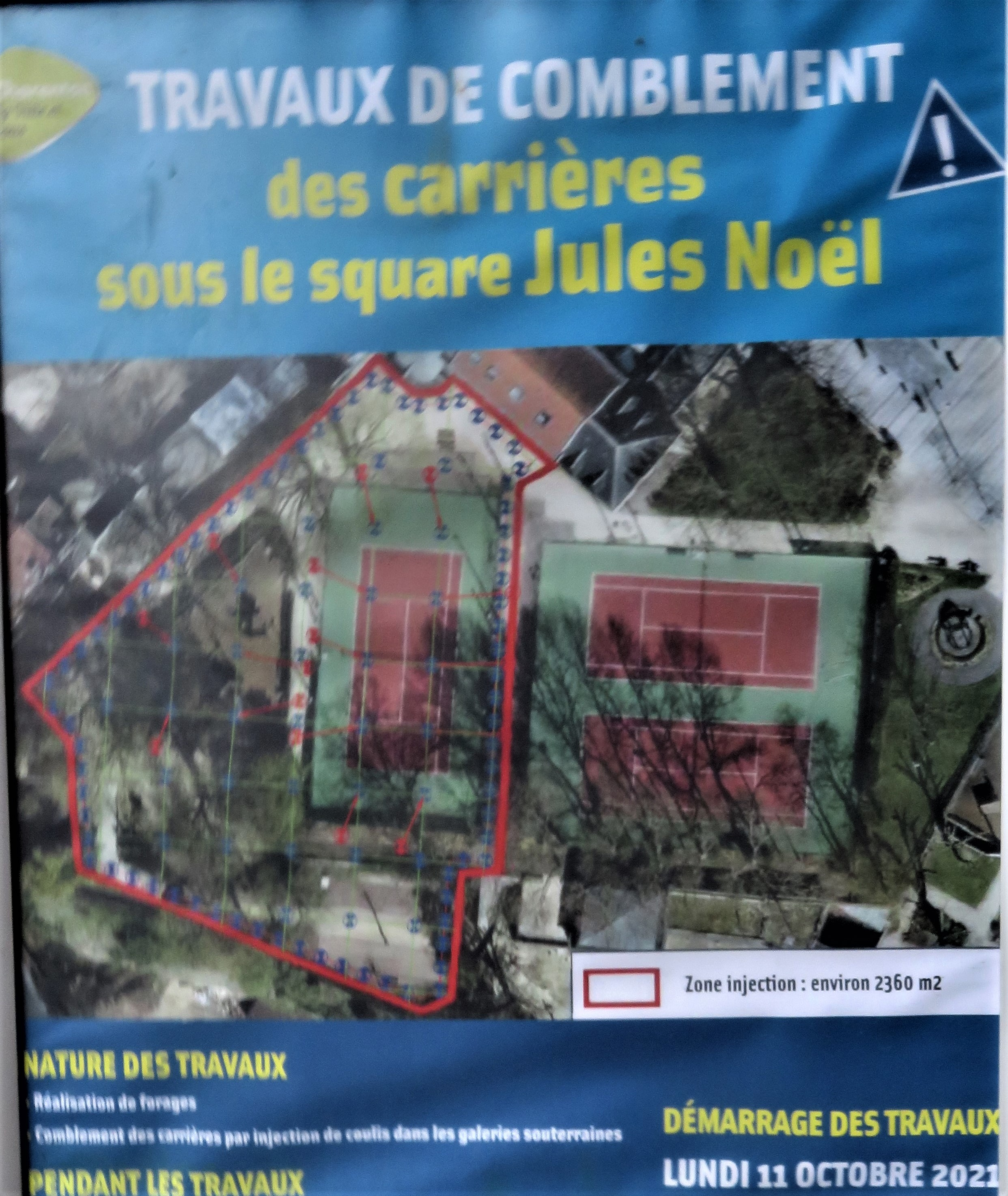
Travaux sous le square Jules Noël

Le Séjour du Roi, qui s'étendait en aval du Bourg du Pont, était à l'origine un ancien fort qu'avait fait construire Philippe le Bel à proximité du pont  pour assurer la sécurité du passage. Nous avons peu d'informations sur ce fort et aucune illustration, mais son existence est attestée en 1314. Il était complété par un logis  de 2 étages surmonté d’un beffroi qui comprenait des écuries pouvant accueillir 50 chevaux. Ces écuries sont transférées à Paris au  XVe siècle.
Le Séjour était entouré de jardins. Le domaine s’étendait, à l’ouest du bourg du pont, de la Marne à la rue de Conflans entre la ruelle des Carrières (actuelle rue de la Mairie), et une ligne parallèle à l'actuelle rue Victor-Hugo, environ 50 mètres à l'ouest de cette rue formée en 1828 à partir d'une impasse dans le Séjour. Il était également nommé « Séjour des Carrières » en raison d'anciennes carrières souterraines. On prétendait qu'un de ces souterrains rejoignait le château de Vincennes (certainement une légende).
Les travaux de comblement par injection de coulis entrepris en octobre 2021 sous le square Jules Noël attestent l'existence de ces carrières.
Le Séjour du Roi donné par Louis XI  en 1481 à Gillette Hennequin contre paiement d'une rente est ensuite démantelé au début du XVIIe siècle.
Le bas du Séjour, à l’emplacement compris entre la voie ferrée, le quai des Carrières et l’actuelle rue Victor-Hugo, est donné en 1615 à l’ordre des Carmes déchaussés qui y établissent le noviciat de la Congrégation dans un couvent construit de 1623 à 1628.
Le reste du domaine est acquis en 1699 par Pierre Dionis qui se fait nommer Dionis du Séjour, titre transmis à ses descendants.
Les bâtiments du Couvent des Carmes vendus comme bien national à la Révolution sont utilisés par une verrerie puis, dans la première moitié du XIXe siècle, par une entreprise de fonderie, les forges de Charenton, expropriés et détruits en 1848 pour le passage de la voie ferrée et l'établissement de la première gare.
La partie haute du Séjour du Roi qui appartenait à Achille Dionis est vendue après sa mort en 1796 et morcelée.

#### Bourg des Carrières

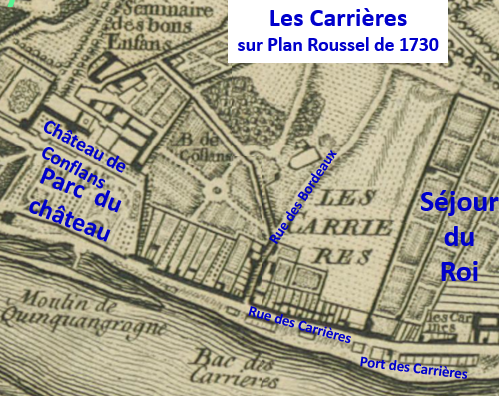
Les Carrières en 1730

Un autre noyau d'urbanisation, en aval du Séjour du Roi, s'est développé très tôt ; le Bourg des Carrières qui doit son nom à l'extraction en ce lieu de pierres à bâtir de calcaire. Ces carrières sont exploitées jusqu'au milieu du XVIIIe siècle.
Le bourg doit ensuite son développement au site naturel d'accostage sur la Seine, permettant non seulement le manutention des pierres mais aussi d'autres marchandises : vins, bois et céréales ; les activités commerciales liées au fleuve deviennent vite une des vocations principales de Charenton et gagneront au cours du temps l'ensemble de la rive de la localité. Au XVIIIe siècle, le bourg comptait 215 feux soit une population de l'ordre de 800 à 1 000 habitants.
Après l'ouverture du canal de Saint-Maurice en 1864, l'activité de batellerie s'établit dans le large bassin en amont de l'écluse à la pointe de l'île Martinet, lieu de stationnement des péniches, de chargement et de déchargement.
L'action du roman L'Écluse numéro 1 de Simenon se déroule en 1933 dans le milieu des mariniers, sur les quais bordant ce bassin et dans la rue des Carrières qui était la voie principale du quartier.
Le comblement du canal vers 1950 remplacé par la route nationale 4 fait disparaître cette activité.
Le quartier est encore bouleversé autour de 1970 par la construction de l'autoroute à l'emplacement et autour de la route nationale 4. L'établissement de cette large autoroute entraine la démolition de son centre ancien, la rue des Carrières, et la construction d'immeubles de grande hauteur en bordure du quai déplacé et à l'arrière de celui-ci dans l'opération d'urbanisme de la ZAC des Carrières.

#### Conflans

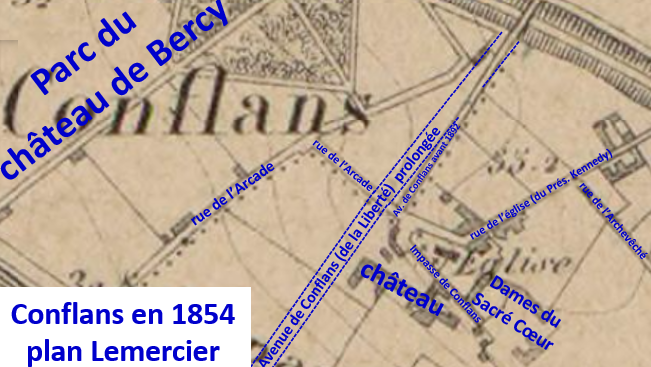
Conflans en 1854

Encore plus en aval, surplombant la vallée, Conflans est le troisième noyau à l'origine de Charenton voué à la vie religieuse et aristocratique autour du château de Conflans, de l'ancien couvent des Bénédictines (actuel établissement scolaire « Notre-Dame des Missions Saint-Pierre », médiathèque de l'architecture et du patrimoine, chapelle de Conflans et de l'ancienne église Saint-Pierre démolie en 1857 et reconstruite à son emplacement actuel).
L'origine du château provient de la cession 1316 par Philippe V le Long d'une partie de la garenne dépendant de sa terre de Conflans à sa belle-mère, la comtesse d'Artois Mahaut. Philippe VI de Valois y habite  en 1339 et Jeanne II, reine de Navarre y meurt en 1349.
De 1481 à 1483, Louis XI donne la terre de Conflans successivement à Bastard de Valère-Capelle puis à Sixte d'Allemagne, son chirurgien.
Le château est la propriété comtes de Flandres et ducs de Bourgogne jusqu'à Maximilien d'Autriche puis redevient propriété des Rois de France. En 1548, Henri II le vend le 26 mai 1554 à Claude Dodieu, évêque de Rennes, y ajoutant toute la terre de Conflans.
En 1672, François de Harlay, archevêque de Paris, y achète la maison du duc de Richelieu, la rebâtit, et, à sa mort en 1695, la lègue à ses successeurs.
Le château vendu  en 3 lots comme bien national à la Révolution est racheté pour sa partie est  en 1827 par l'archevêque de Paris Hyacinthe-Louis de Quélen qui y établit un séminaire. Cette partie du château avec le parc attenant s'étendant jusqu'au quai de Bercy revient à l'État et à la commune après la Loi de séparation des Églises et de l'État de 1905 est ensuite abandonnée et  détruite en 1920. La partie ouest qui appartenait à la famille Hartmann est vendue en 1967 à un promoteur qui la détruit pour construire un immeuble parallèle à l'avenue de la Liberté.
Des immeubles sont construits en 1954 à la place de la partie du château détruite en 1920 (square Henri Sellier le long de la rue du Séminaire-de-Conflans).

#### Bercy
En aval de Conflans, s'étendait l'immense parc du château de Bercy et, encore au-delà, le domaine de la seigneurie de la Grange aux Merciers réunie à la seigneurie de Bercy en 1624, devenue à partir du XVIIIe siècle le « Petit Bercy ».

#### La plaine de Bercy
Charenton comprenait au nord de la route de Paris à Charenton, actuelle rue de Paris, un territoire agricole dont certaines parties avaient été exploitées  en carrières jusqu'au XVIIIe siècle. Ce territoire deviendra après 1860 dans sa plus grande partie (au nord de l'avenue de Gravelle) l'extrémité sud-ouest du bois de Vincennes.

### Révolution française et Empire
En 1790, est créée la commune, alors nommée Conflans-l'Archevêque, qui compte alors approximativement 1 800 habitants. Devenue un temps Le Républicain, elle prend le nom de Charenton-le-Pont en 1801. Cependant, en octobre 1790, quelques mois après la création de la municipalité, son territoire a été amputé, tout le nord-ouest de celui-ci devenant la commune de Bercy.
De 1790 à 1795, Charenton Le Républicain, est un canton du district de Bourg-de-l'Égalité (Bourg-la-Reine).
Au mois de février 1814, les armées ennemies s'approchant de Paris, la défense du pont de Charenton est confiée aux élèves de l'école nationale vétérinaire d'Alfort. Le 30 mars, accablés par le nombre, ils sont obligés de céder à la force. Charenton-le-Pont est pris, et, le lendemain, les troupes wurtembergeoises et le corps autrichien du comte de Guilay campent à Charenton.

### Époque contemporaine
Le développement de Charenton s'amorce vers 1830.
Le jardin du Cadran, parc de 12 hectares qui entourait le pavillon d'Antoine de Navarre est loti de 1828 à 1832. Plusieurs rues  sont ouvertes sur ce terrain, rue du Parc, rue Gabrielle, rue de Sully etc.
La Mairie s'établit en 1838 dans le pavillon d'Antoine de Navarre.
L'ancien Séjour du Roi est partiellement urbanisé au milieu du XIXe siècle avec l'ouverture en 1838 de la rue des Nouvelles-carrières, actuelle rue Victor-Hugo, de la rue Saint-Pierre et la construction de premières maisons au bord de la « Grande rue » (actuelle rue de Paris) du côté opposé à la mairie.
La construction de la voie ferrée de 1847 à 1849 coupe la commune en supprimant le cimetière qui datait de 1825 transféré dans le bois de Vincennes (actuel cimetière ancien de Charenton) et la fonderie « Forge de Charenton » établie dans l'ancien couvent des Carmes.

#### De 1860 à 1929
La croissance démographique et économique de la ville date principalement de cette période où cours de laquelle se développe l'activité de négoce de vins et spiritueux et où se créent de nombreux petits établissements industriels, la batellerie  restant florissante dans le quartier des Carrières.

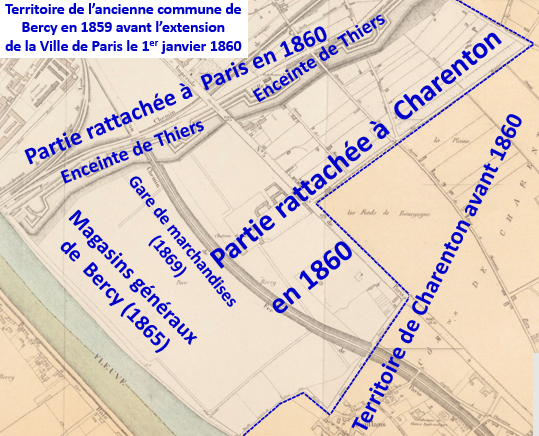
Partage du territoire de Bercy en 1860.
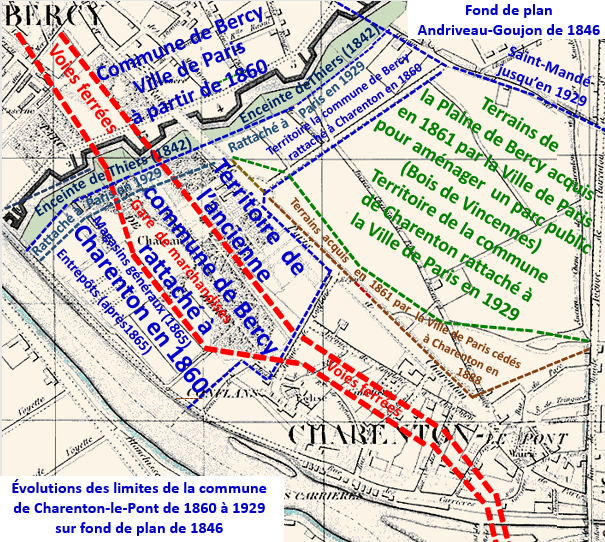
Évolutions des limites communales de Charenton de 1860 à 1929.
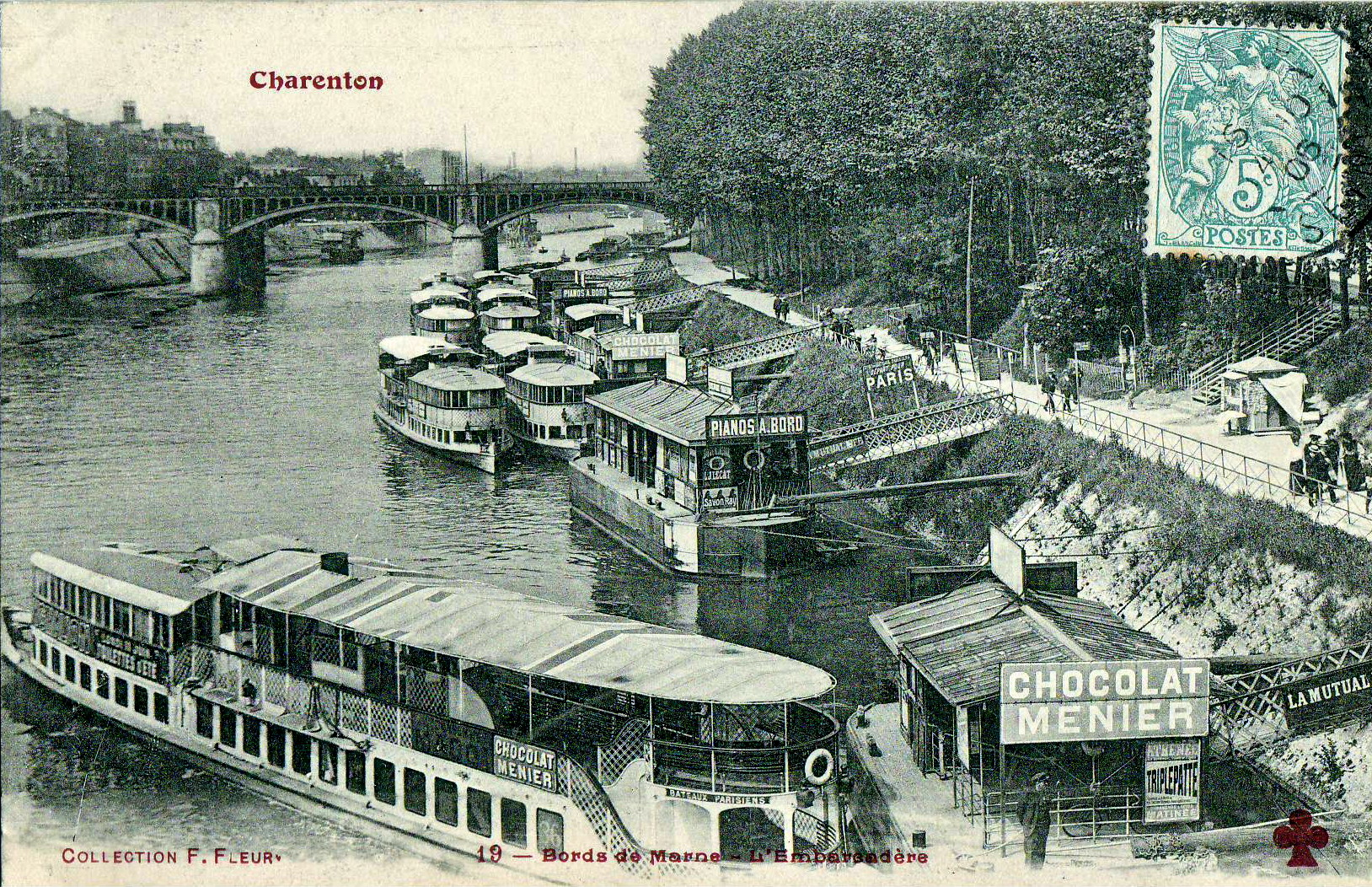
La ville fut également desservie par les navettes fluviales de la Compagnie générale des bateaux parisiens.

Rattachement d'une partie de l'ancienne commune de Bercy
Les limites de la commune sont modifiées en 1860.
Le territoire compris entre la Ville de Paris à l'ouest et  la rue de l’Arcade, l'avenue de la Liberté et approximativement une ligne reliant  le croisement de l'avenue de la Liberté avec la rue de Paris à la porte de Reuilly  à l'est, faisait partie jusqu’en 1859 de la commune de Bercy. Ce territoire est rattaché le 5 novembre 1859 à Charenton, l’autre partie de cette commune, de l’enceinte de Thiers à l’enceinte des Fermiers généraux, étant annexée par la Ville de Paris.

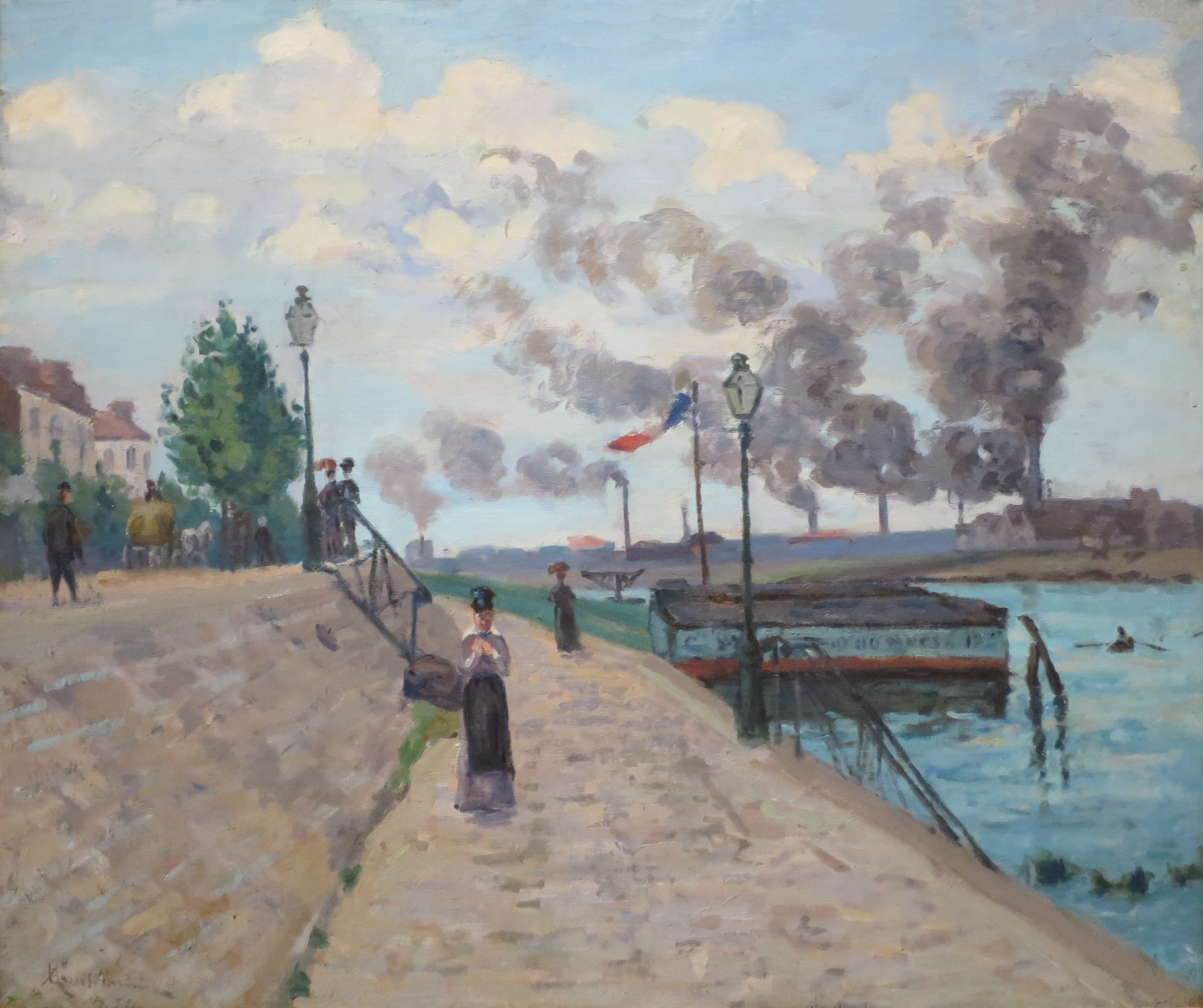
La Seine à Charenton, 1873. Norton Simon Museum, Pasadena.
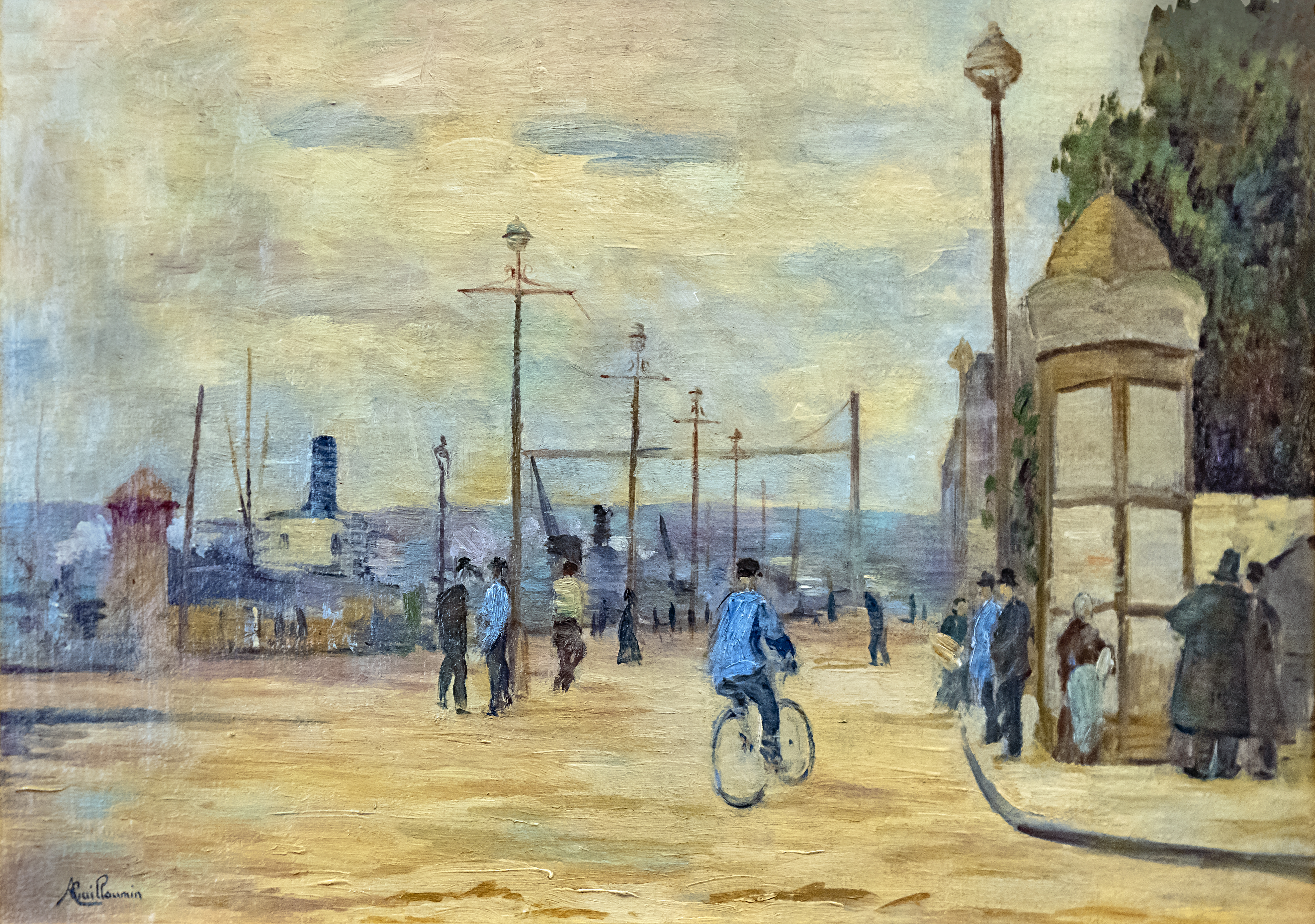
La Seine à Charenton, vers 1885. Toulouse Fondation Bemberg.
Bords de Marne à Charenton, vers 1895. Cleveland Museum of Art.

Ce territoire rattaché à Charenton comprenait  pour l’essentiel le parc du château de Bercy qui s’étendait du quai de Bercy jusqu’au-delà de l’emplacement de l’actuelle avenue de Gravelle et une petite partie de la plaine de Bercy au nord du parc.
Par ce changement, Charenton-le-Pont devient mitoyen avec la capitale.
Acquisition de la plaine de Bercy par la Ville de Paris
Peu après la disparition de l'ancienne commune de Bercy, la Ville de Paris acquiert en 1861 les terrains de la  plaine de Bercy  au nord de l'actuelle rue de Paris, soit 9 hectares pour aménager pour y aménager un parc public (bois de Vincennes).
Ces terrains comprenaient, au sud, une partie du domaine du château de Bercy, au  nord du parc des terrains peu construits, en majorité des jardins. Ce territoire faisait en majorité partie de l'ancienne commune de Bercy annexée à emplacement actuel de part et d'autre du boulevard périphérique de la porte la porte de Reuilly à la porte Dorée et pour une part moins importante, du  territoire de Charenton avant 1860, au nord de la rue de Conflans et de l'emplacement de l'avenue de la République jusqu'à l'actuelle avenue de Gravelle et, au-delà, au sud d'une ligne reliant le croisement de l'actuelle avenue Jean Jaurès avec la porte de Reuilly.
Ce territoire propriété foncière de la Ville de Paris reste cependant jusqu'en 1929 sur le territoire communal de Charenton qui s'étend jusqu'en limite de Saint-Mandé comprenant notamment le lac Daumesnil.
Acquisition de la partie sud du parc de Bercy par une société immobilière
En 1861, le Comte de Gabriel de Nicolaï vend la partie subsistante du parc (entre la route de Paris à Genève, actuelle rue de Paris , et la Seine) pour 10 500 000 F à une société présidée par le duc de Morny qui fait détruire le château.
Le terrain appartient en 1863 à la Compagnie anonyme des magasins généraux.
Ces magasins sont construits après 1864 au sud de la gare de marchandises et des entreprises de négoces de vins se développent dans ce quartier.
Les installations ferroviaires s'étendent à la fin du XIXe siècle sur des terrains revendus en 1869 par la Compagnie anonyme des magasins généraux à la Compagnie du PLM  qui y établit une gare de marchandises, actuellement technicentre Paris-Sud-Est.
Les terrains entre la voie ferrée et la rue de Paris inutilisés pour ces installations furent lotis pour la partie ouest dans les années 1860 (actuel quartier Valmy)s. Ceux à l'est de la rue de Valmy sont construits plus tardivement en raison de la présence d'anciennes carrières. Le vélodrome de l'est s'y installe puis la société Nicolas y établit son siège en 1920.
Reconstruction du Pont
Le pont est reconstruit en 1863 lors de l'ouverture du canal de Saint-Maurice.
Tramways

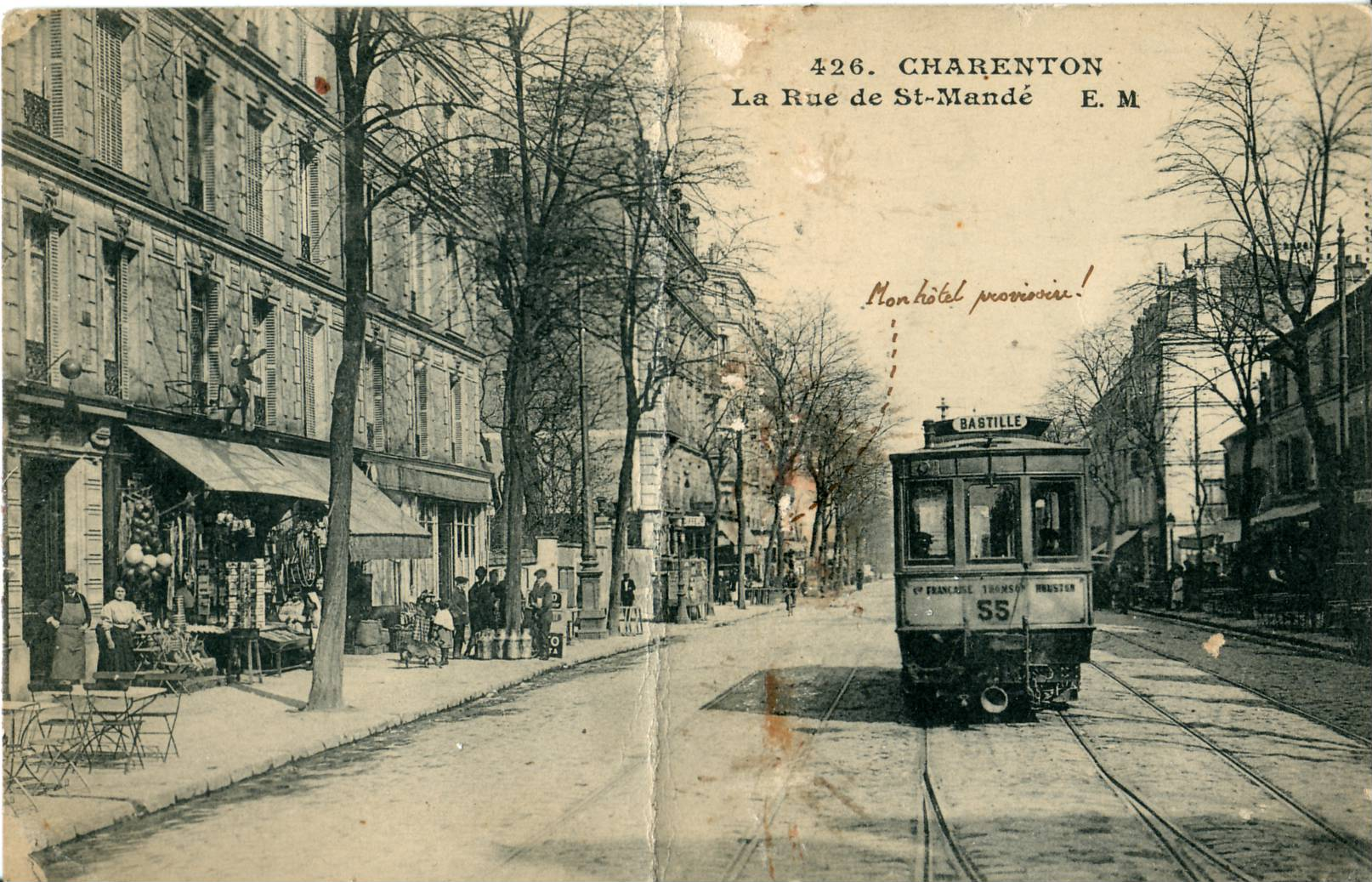
Tramway rue de Saint-Mandé dans les années 1920.

Charenton était desservi par quatre lignes de tramways du début XXe siècle jusqu'à leur suppression ou remplacement par des autobus au milieu des années 1930 ;
- ligne K puis numéro 13 du Louvre (terminus ensuite reporté place de la Bastille) à Créteil par les quais et le pont de Charenton ;
- ligne 24 de la place de la République à la Mairie de Charenton par la rue de Paris ;
- ligne 125 porte de Vincennes-porte d'Orléans par la rue de Saint-Mandé (actuelle avenue du Maréchal de Lattre de Tassigny), la rue du Pont et le pont de Charenton ;
- ligne 81 Bastille-Maisons-Alfort par la rue de Saint-Mandé (actuelle avenue du Maréchal de Lattre de Tassigny), la rue du Pont et le pont de Charenton.

Le tramway de la ligne 13 est évoqué dans le roman l'Écluse numéro 1 de Simenon.
Rétrocession à la ville de Charenton des terrains au sud de l'avenue de Gravelle
La ville de Paris cède le 28 mars 1888 à la ville de Charenton la partie de ces terrains acquis non aménagés pour le bois de Vincennes entre la rue de Paris, la rue de la République et l'avenue de Gravelle. Cet ensemble reste sur le territoire de Charenton lors de l'annexion du Bois de Vincennes par la Ville de Paris en 1929.
Ces terrains lotis et urbanisés au cours des années suivant cette cession forment l'actuel « quartier du plateau ».
Rattachement du bois de Vincennes à Paris
Le Bois de Vincennes (au nord de l'avenue de Gravelle) est annexé par la Ville de Paris.
Sont situés dans ce périmètre le cimetière ancien — bien qu'étant donc maintenant à Paris, il reste la propriété de la commune de Charenton-le-Pont — et le vélodrome de la Cipale — propriété de la ville de Paris et qui l'était déjà avant 1929, dès sa création en 1896.
En 1929, l'ancienne zone non aedificandi qui bordait l'enceinte de Thiers démantelée à partir de 1919 (terrains compris approximativement entre les bordures extérieures du Boulevard Poniatowski et du boulevard périphérique est également rattachée à la ville de Paris.

### Des années 1930 à la fin duXXesiècle
Des immeubles HBM sont construits en 1933 sur l'ancien parc du château de Conflans (place Bobillot) puis d'autres immeubles en 1954, à l'emplacement de ce château détruit en 1920 à la place de sa dernière partie démolie en 1967  (square Henri Sellier).
L’autoroute A4 construite au début des années 1970 sur une partie de la largeur du quai de Bercy, sur le bas du quartier des Carrières avec destruction de la rue des Carrières et sur le tracé du canal de Saint-Maurice comblé en 1952 sépare la ville du fleuve et l'échangeur autoroutier de la porte de Bercy introduit une coupure de la liaison avec Paris en aval par le quai de Bercy.
La création de cette autoroute, la fermeture des Magasins généraux et de plusieurs entrepôts entraine, par ailleurs, d'importants aménagements urbains, Bercy 2 et ZAC des Carrières avec  construction d'immeubles de grande hauteur.

## Politique et administration

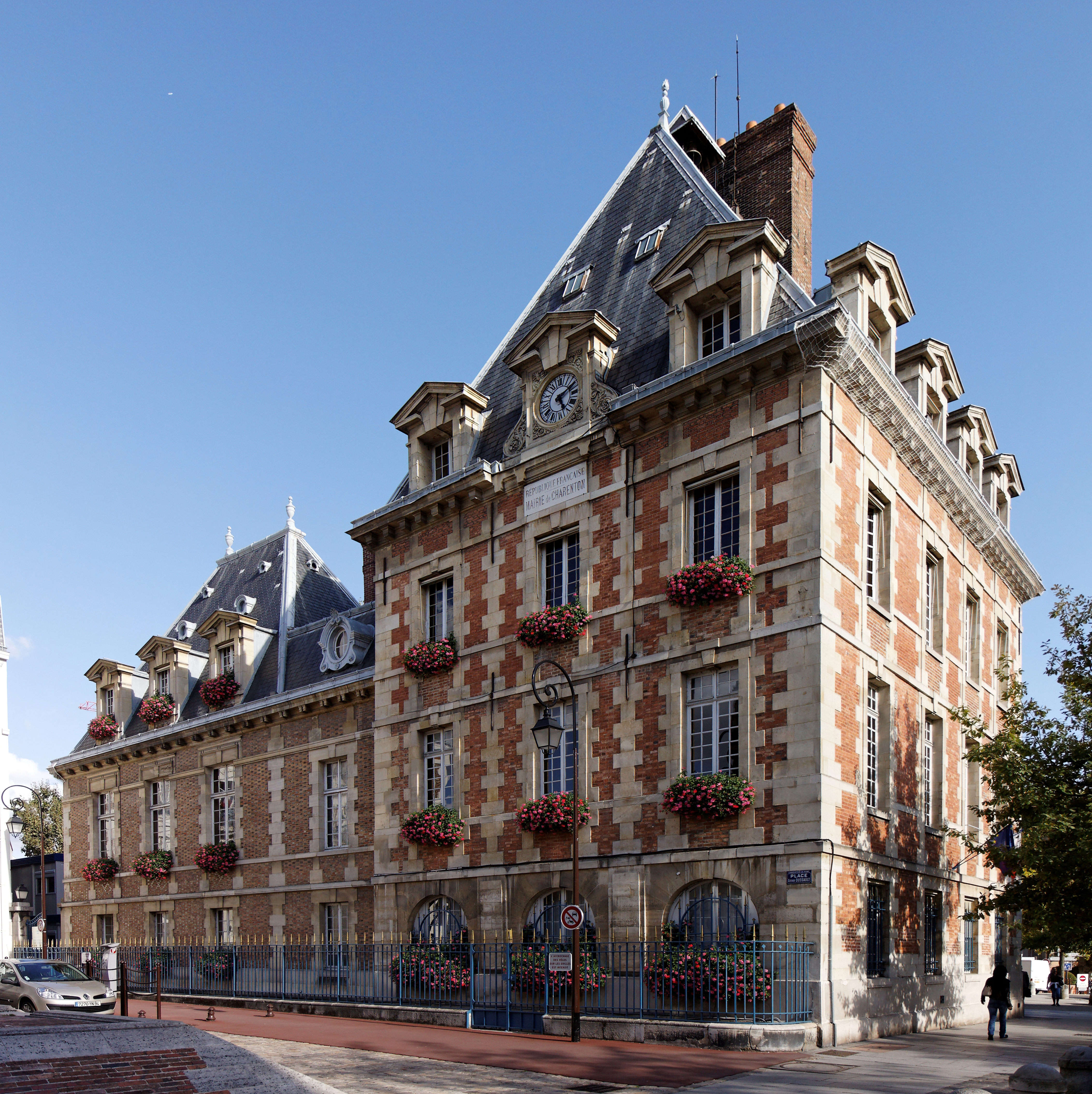
Hôtel de ville de Charenton-le-Pont.

### Rattachements administratifs et électoraux

#### Rattachements administratifs
Sous l'Ancien Régime, Charenton était un lieu-dit de la Paroisse de Conflans.
Jusqu’à la loi du 10 juillet 1964, la commune faisait partie du département de la Seine. Le redécoupage des anciens départements de la Seine et de Seine-et-Oise fait que la commune appartient désormais au Val-de-Marne à la suite d'un transfert administratif effectif le 1er janvier 1968.
La commune était depuis 1793 le chef-lieu du canton de Charenton-le-Pont. Dans le cadre du redécoupage cantonal de 2014 en France, cette circonscription administrative territoriale a disparu, et le canton n'est plus qu'une circonscription électorale.

#### Rattachements électoraux
Pour les élections départementales, la commune est depuis 2014 le bureau centralisateur d'un nouveau canton de Charenton-le-Pont porté de deux à quatre communes
Pour l'élection des députés, elle fait partie depuis 2012 du huitième circonscription du Val-de-Marne.

### Intercommunalité
Les communes de Charenton-le-Pont et de Saint-Maurice créent en 2003 la communauté de communes de Charenton-le-Pont Saint-Maurice, qui ne comptait que ces deux villes.
Dans le cadre de la mise en œuvre de la volonté gouvernementale de favoriser le développement du centre de l'agglomération parisienne comme pôle mondial est créée, le 1er janvier 2016, la métropole du Grand Paris (MGP), dont la commune est membre.
La loi portant nouvelle organisation territoriale de la République du 7 août 2015 prévoit également la création de nouvelles structures administratives regroupant les communes membres de la métropole, constituées d'ensembles de plus de 300 000 habitants, et dotées de nombreuses compétences, les établissements publics territoriaux (EPT).
La commune a donc également été intégrée le 1er janvier 2016 à l'établissement public territorial Paris-Est-Marne et Bois, qui s'est substitué à l'ex-communauté de communes de Charenton-le-Pont Saint-Maurice.

### Tendances politiques et résultats
Charenton-le-Pont a tendance à voter à droite sur l'échiquier politique.
Lors du premier tour des Élections municipales de 2014 dans le Val-de-Marne, la liste UMP menée par le maire sortant Jean-Marie Brétillon obtient la majorité absolue des suffrrages exprimés, avec 6 784 voix (64,80 %, 30 conseillers municipaux élus dont 10 communautaires), devançant très largement celles menées respectivement par, : 

- Gilles-Maurice Bellaïche (PS, 1 724 voix, 16,46 %, 3 conseillers municipaux élus dont 1 communautaire) ;

- Émilie Bertrand (FG-EELV, 1 008 voix, 9,62 %, 1 conseiller municipal élu) ;

- Chantal Gratiet (DVD, 952 voix, 9,09 %, 1 conseiller municipal élu).

Lors de ce scrutin, 44,85 % des électeurs se sont abstenus.
Lors du second tour des Élections municipales de 2020 dans le Val-de-Marne, la liste LR-SL menée par le maire sortant Hervé Gicquel — qui avait succédé à Jean-Marie Brétillon après sa démission en 2016 — obtient la majorité absolue des suffrages exprimés, avec 4 541 voix (56,21 %, 32 conseillers municipaux élus dont 1 métropolitain), devançant très largement celles menées respectivement par, : 

-  Caroline Campos-Brétillon (SE, 1 365 voix, 16,89 %, 3 conseillers municipaux élus) ; 

- Loïc Rambaud (EÉLV (ex-PS)), 838 voix, 10,37 %, 2 conseillers municipaux élus) ;

- João Martins Pereira (PS-PCF-G.s-MRC-GRS-PP, 571 voix, 7,07 %, 1 conseiller municipal élu) ;

- Francis Rodriguez-Lacam (LREM-UDE-MR, 487 voix, 6,03 %, 1 conseiller municipal élu) ;

Lors de ce scrutin marqué par la pandémie de Covid-19 en France, 58,69 % des électeurs se sont abstenus.

### Liste des maires
Depuis la Libération, cinq maires se sont succédé à la tête de la commune.
| Période      | Période                   | Identité             | Étiquette            | Qualité |
| ------------ | ------------------------- | -------------------- | -------------------- | --- |
| 1944         | octobre 1947              | Philippe Denis       | PCF                  | Chef comptable |
| octobre 1947 | décembre 1972             | Henri Guérin         | RPF puis UNR puis CR | Docteur en médecine Conseiller général de la Seine (1953 → 1967) Décédé en fonction |
| janvier 1973 | mars 2001                 | Alain Griotteray     | RI puis UDF-PR       | Journaliste éditorialiste, ancien industriel Député du Val-de-Marne (1967 → 1973 et 1986 → 1997) Conseiller régional d'Île-de-France (1982 → 1986) Ancien conseiller général de la Seine (1959 → 1965) Commandeur de la Légion d'honneur               |
| mars 2001    | mai 2016,                 | Jean-Marie Brétillon | DL puis UMP → LR     | Pharmacien Conseiller général de Charenton-le-Pont (1998 → 2015) Président de la CC de Charenton-le-Pont Saint-Maurice Vice-président de l'EPT Paris-Est-Marne et Bois (2016 → 2016) Suppléant du député Michel Herbillon (2002 → 2017) Démissionnaire |
| mai 2016     | En cours (au 15 mai 2024) | Hervé Gicquel        | LR                   | Cadre financier à la Caisse des dépôts et consignations Conseiller départemental de Charenton-le-Pont (2015 → ) Vice-président du conseil départemental (2021 → )                                                                                      |

### Distinctions et labels
Depuis 2010 et jusqu'à au moins 2016, la commune de Charenton-le-Pont est récompensée par la plus haute distinction au label Ville Internet avec @@@@@ (5 arobases). L'année 2021 marque pour Charenton l'obtention du label Territoire d'excellence numérique.

### Jumelages
- Trowbridge (Royaume-Uni)
- Borgo Val Di Taro (Italie)
- Zikhron Yaakov (Israël)
- Berlin Tempelhof-Schöneberg (Allemagne)
- Büren (Allemagne)

## Équipements et services publics

### Enseignement

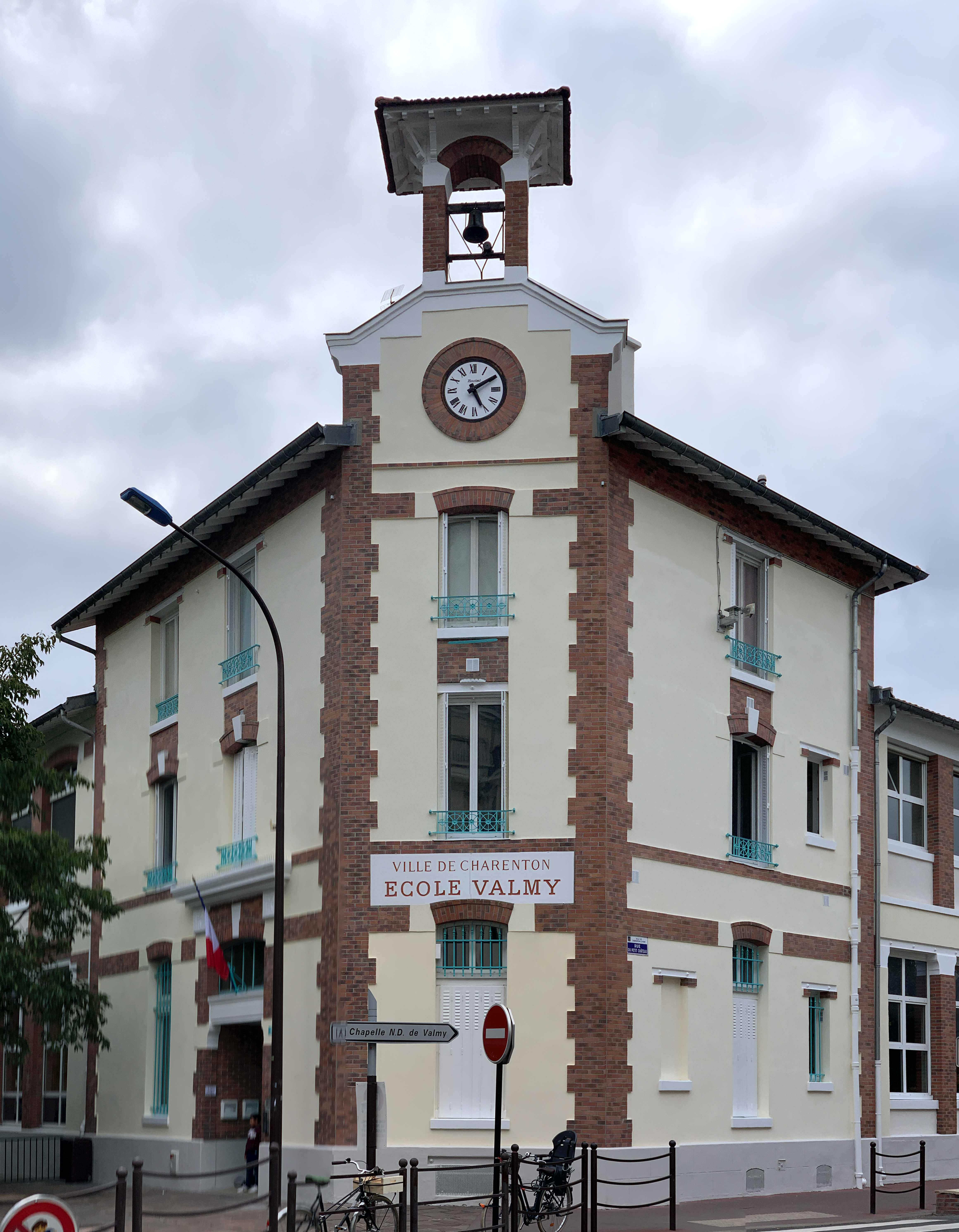
École élémentaire Valmy.

#### Enseignement primaire
La commune de Charenton dispose de onze établissements scolaires publics dans l'enseignement primaire. Parmi eux, six sont des écoles maternelles :
- Cerisaie
- Champ des Alouettes
- Conflans
- Port aux Lions
- Quatre Vents
- Valmy

Les écoles élémentaires sont :
- Anatole-France
- Aristide-Briand (A et B, l'école est divisé en deux bâtiments)
- Desnos
- Pasteur
- Valmy

Il existe un établissement privé, l'ensemble Notre-Dame-des-Missions qui regroupe une école primaire, un collège et un lycée.

#### Établissement du secondaire
Le collège la Cerisaie et le lycée Robert-Schuman sont les deux établissements scolaires publics du cycle secondaire.

### Équipements sportifs

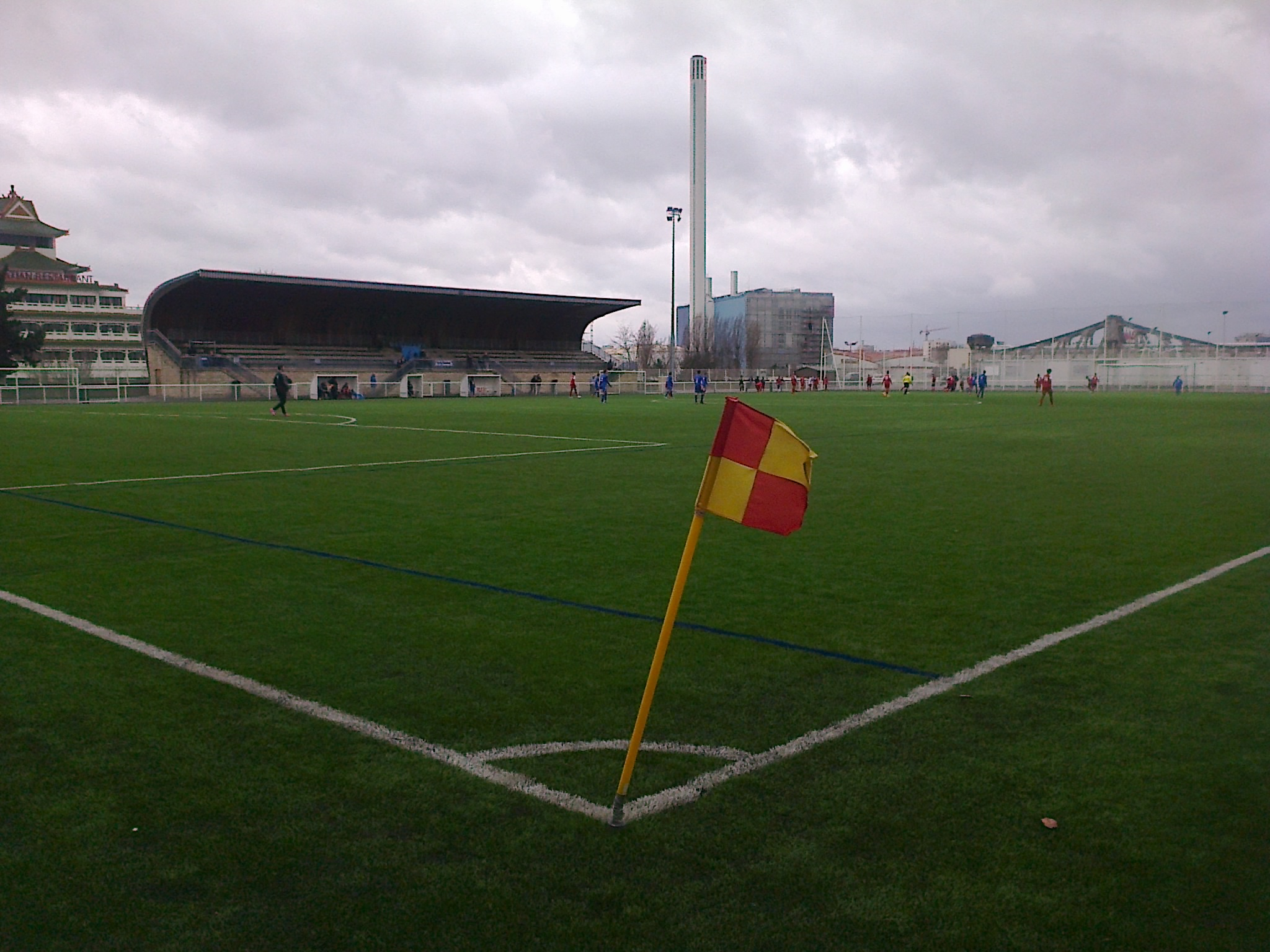
Le stade Henri-Guérin, où évolue actuellement le CAP Charenton à domicile.

La commune compte de nombreux équipements sportifs.
Le complexe Tony-Parker a été inauguré en 2011 par le champion de basket éponyme. Il est composé de deux gymnases (45 m × 35 m) parallèles séparés par une paroi en verre, une salle de musculation, une salle de réunion et de bureaux associatifs. L'un des gymnases comporte 300 places assises.
Le complexe Maurice-Herzog est composé d'un gymnase (35 m × 21 m), d'une salle de boxe avec ring et d'une salle destinée aux arts martiaux.
Le complexe Télémaco-Gouin est composé d'une piscine, d'une fosse de plongée (5 m et 15 m), d'un gymnase avec 300 places assises et d'un espace destiné à la gymnastique aux agrès.
Le complexe Nelson-Paillou est composé d'un gymnase (35 m × 21 m) avec 500 places assises, d'une salle polyvalente, d'une salle de gymnastique aux agrès, d'une salle de tennis de table de 18 tables.
Le complexe Jean-Mermoz est composé d'une salle de danse en parquet, d'un boulodrome couvert avec deux pistes de pour jouer à la boule parisienne et de deux terrains de tennis.
Le stade Henri-Guérin est composé d'un terrain de football (105 m × 68 m) en synthétique avec 500 places assises.
Le stade Charentonneau est composé d'un terrain de football (105 m × 68 m) en synthétique.
La piste d'athlétisme Stéphane-Diagana, d'une longueur de 300 mètres, est composée de cinq couloirs et d'une aire stabilisée de 70 m × 30 m au centre.
La commune possède également un dojo, de dimension de 15 m × 15 m, la salle d'armes Henri-IV de neuf pistes destinées à l'escrime, les salles Aristide-Briand (salle d'art martiaux et salle polyvalente), la salle Claude-Bessy (salle de danse en parquet), les trois terrains de tennis Jules-Noël et une salle de 430 m2 destinée au Krav Maga rue Jean-Pigeon.

## Population et société

### Démographie
L'évolution du nombre d'habitants est connue à travers les recensements de la population effectués dans la commune depuis 1793. Pour les communes de plus de 10 000 habitants les recensements ont lieu chaque année à la suite d'une enquête par sondage auprès d'un échantillon d'adresses représentant 8 % de leurs logements, contrairement aux autres communes qui ont un recensement réel tous les cinq ans,.

En 2022, la commune comptait 28 756 habitants, en évolution de −5,72 % par rapport à 2016 (Val-de-Marne : +3 %, France hors Mayotte : +2,11 %).
| 1793  | 1800  | 1806  | 1821  | 1831  | 1836  | 1841  | 1846  | 1851  |
| ----- | ----- | ----- | ----- | ----- | ----- | ----- | ----- | ----- |
| 1 500 | 1 126 | 1 264 | 1 400 | 1 977 | 2 558 | 3 393 | 3 505 | 3 219 |

| 1856  | 1861  | 1866  | 1872  | 1876  | 1881   | 1886   | 1891   | 1896   |
| ----- | ----- | ----- | ----- | ----- | ------ | ------ | ------ | ------ |
| 4 258 | 5 534 | 6 190 | 7 141 | 8 822 | 11 826 | 13 535 | 15 306 | 16 811 |

| 1901   | 1906   | 1911   | 1921   | 1926   | 1931   | 1936   | 1946   | 1954   |
| ------ | ------ | ------ | ------ | ------ | ------ | ------ | ------ | ------ |
| 17 980 | 18 372 | 19 499 | 20 872 | 20 891 | 21 098 | 20 946 | 21 457 | 22 079 |

| 1962   | 1968   | 1975   | 1982   | 1990   | 1999   | 2006   | 2011   | 2016   |
| ------ | ------ | ------ | ------ | ------ | ------ | ------ | ------ | ------ |
| 22 530 | 22 300 | 20 468 | 20 500 | 21 872 | 26 582 | 28 395 | 29 562 | 30 500 |

| 2021   | 2022   | - | - | - | - | - | - | - |
| ------ | ------ | - | - | - | - | - | - | - |
| 29 445 | 28 756 | - | - | - | - | - | - | - |

## Économie

### Revenus de la population et fiscalité
En 2010, le revenu fiscal médian par ménage était de 36 748 €, ce qui plaçait Charenton-le-Pont au 4 790e rang parmi les 31 525 communes de plus de 39 ménages en métropole.

### Entreprises et commerces
Bercy 2, centre commercial de 71 enseignes pour 36 000 m2, est situé à Charenton-le-Pont aux bords de la Seine et du périphérique. Ce centre commercial, inauguré le 24 avril 1990, est l'œuvre des architectes Renzo Piano et Jean-François Blassel. La structure, dont la courbure suit le virage du périphérique, évoque un grand dirigeable. Elle est constituée d'une structure en bois, couverte de tuiles d’acier inoxydable, formant une grande halle fermée de l’extérieur et éclairée par la verrière du toit,.
La commune accueille le siège social d'EssilorLuxottica (leader mondial dans la conception, la production et la commercialisation de lunettes, verres ophtalmiques et équipements optiques), plusieurs sites de la banque Natixis filiale du groupe BPCE (jusqu'à 5 000 personnes avant la crise sanitaire), une usine et une plateforme de distribution de la Martiniquaise (dont la marque Porto Cruz), ProBTP, la Banque française mutualiste et le siège de la Financière des paiements électroniques connue sous la marque Nickel). Début 2024 est officialisé le transfert dans Charenton de la branche "Engineering & Construction" d'Air Liquide, leader mondial des gaz, technologies et services pour l’industrie et la santé.
La municipalité œuvre à maintenir la cohésion économique ainsi que la complétude et l'attractivité de l'offre commerciale par un soutien aux commerçants implantés et aux porteurs de projets. Exemples : en 2020 avec la création de la marketplace www.charenton-commerces.fr, en 2021 avec le recrutement d'un agent supplémentaire chargé de la relation avec les commerçants et artisans manager de centre-ville ainsi que la mise en place d'un fonds de soutien de 250 000 € aux tpe/pme ayant souffert des préjudices de la crise du covid et de sa gestion, ou en 2022 la multiplication des événements de soutien à l'emploi (jobdatings, stagedatings, streetsourcings) ainsi que la multiplication des acquisitions de locaux commerciaux facilitant l'implantation de nouvelles activités qualitatives. Apparaissent progressivement d'attrayants concepts stores indépendants.
Depuis 2019 la Mairie procède en effet à des implantations commerciales sur la base d'appels à projets permettant l'implantation d'une boutique fruits et légumes direct producteur, une boutique de jeux et jouets, un salon de thé avec créations pâtissières et plats de saison, une boutique de prêt-à-porter féminin, un pôle médical, une nouvelle librairie... Afin d'en renforcer l'attractivité et la commercialité, en 2022 et 2023 la Mairie valorise (place making) certains sites par piétonnisation partielle et interventions artistiques dans l'espace public (au bas de la rue de Paris, à l'angle de l'avenue Jean Jaurès et de la rue du Général Leclerc).
En 2024 et 2025 ce sont des projets urbains plus ambitieux qui s'accomplissent : requalification de la Voûte du Commandant Delmas, rénovation du Marché du Centre, végétalisation de la Place des Marseillais, matérialisation de la piste cyclable tout au long de la rue de Paris...
Les associations de commerçants consolident leurs événements familiaux : Marché de Noël, Marché Festif & Gourmand, Journée des Enfants (et des Grands)... Aussi, la plupart des commerçants témoignent de plus en plus leur sensibilité aux enjeux du développement durable ("écodéfis" mis en œuvre par la CCI 94 et la CMA 94) en articulation avec des opérations ludopédagogiques vers les habitants ("Challenge Consomm'acteurs" par la Métropole du Grand Paris).

## Culture locale et patrimoine

### Lieux et monuments
Après la destruction du couvent des Carmes en 1847, de l'ancienne église Saint-Pierre en 1859, du couvent des Bénédictines reconstruit en grande partie vers 1860 (bâtiments du lycée Notre-Dame des Missions, de la médiathèque de l'architecture et du patrimoine et de la chapelle de Conflans), du château de Bercy en 1861, du château de Conflans (en deux parties en 1920 puis en 1967), de l'hôtel du Plessis-Bellière qui datait de 1640 à l'emplacement de l'actuelle place de Valois en 1937, la disparition autour de 1970 de la rue des Carrières bordée de maisons anciennes, les bâtiments anciens de Charenton sont un ensemble relativement limité.
Outre le patrimoine civil et religieux répertorié, il ne reste guère que les maisons bordant la partie semi-piétonne de la rue de Paris qui datent vraisemblablement du XVIIIe siècle.

#### Patrimoine civil
- Monuments historiques :
- L'ancien château de Bercy et ses vestiges dont le corps de logis principaux qui s'élevaient à hauteur des 10-16 rue Marius-Delcher ont été détruits en 1861. La rue suit le tracé de l'ancienne allée transversale de l'avant-cour du château. Les pavillons d'entrée des communs et des écuries, dus à Jacques de La Guépière, ainsi que les couvertures correspondantes des nos 109 et 114 rue du petit-château font l’objet d’une inscription au titre des monuments historiques depuis le 23 octobre 1959[67].

Les façades et toitures du pavillon de chasse de l'ancien château, sauf l'aile en retour, font l’objet d’un classement au titre des monuments historiques depuis le 3 janvier 1966.

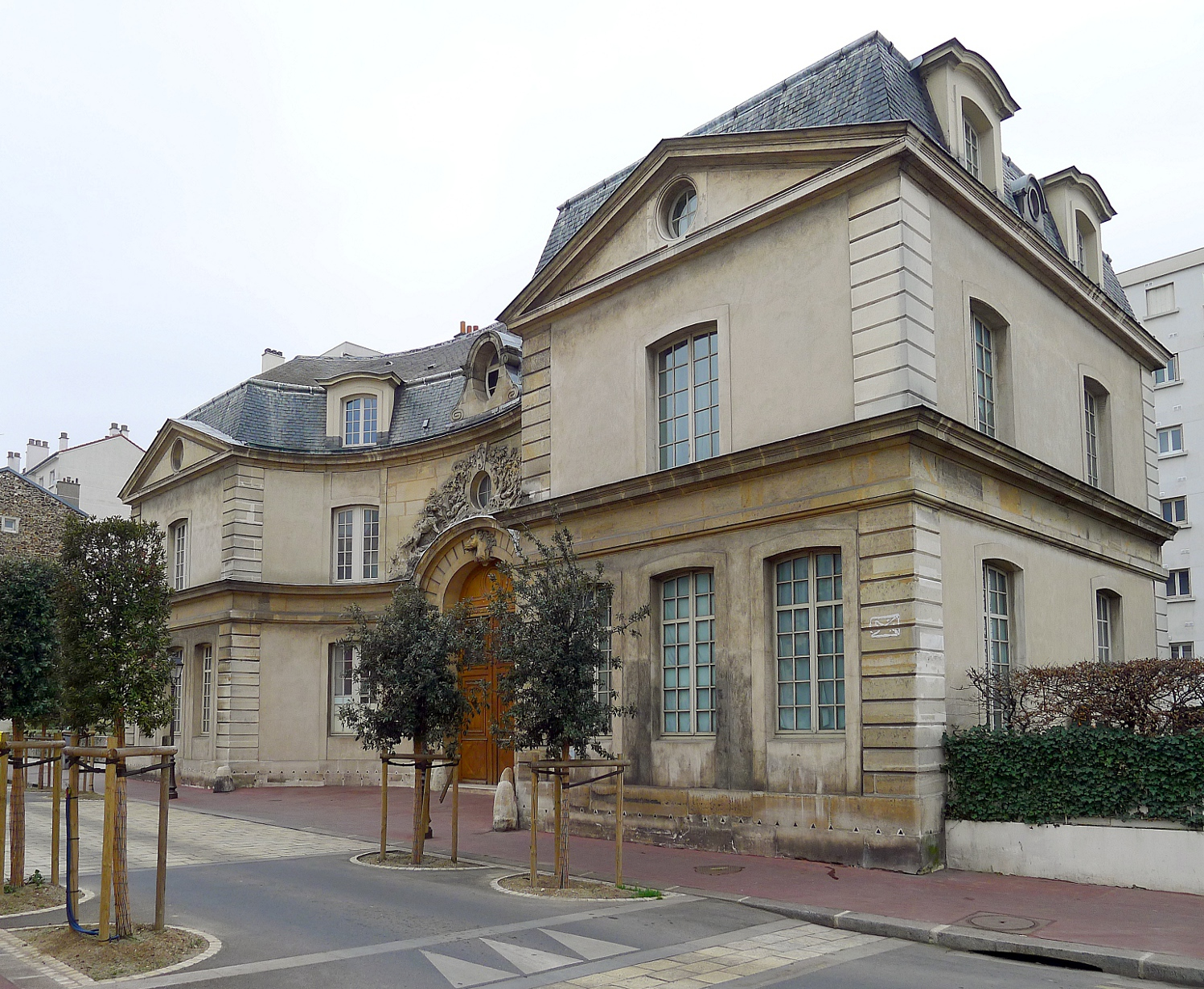
Vue générale du pavillon sud du château de Bercy.
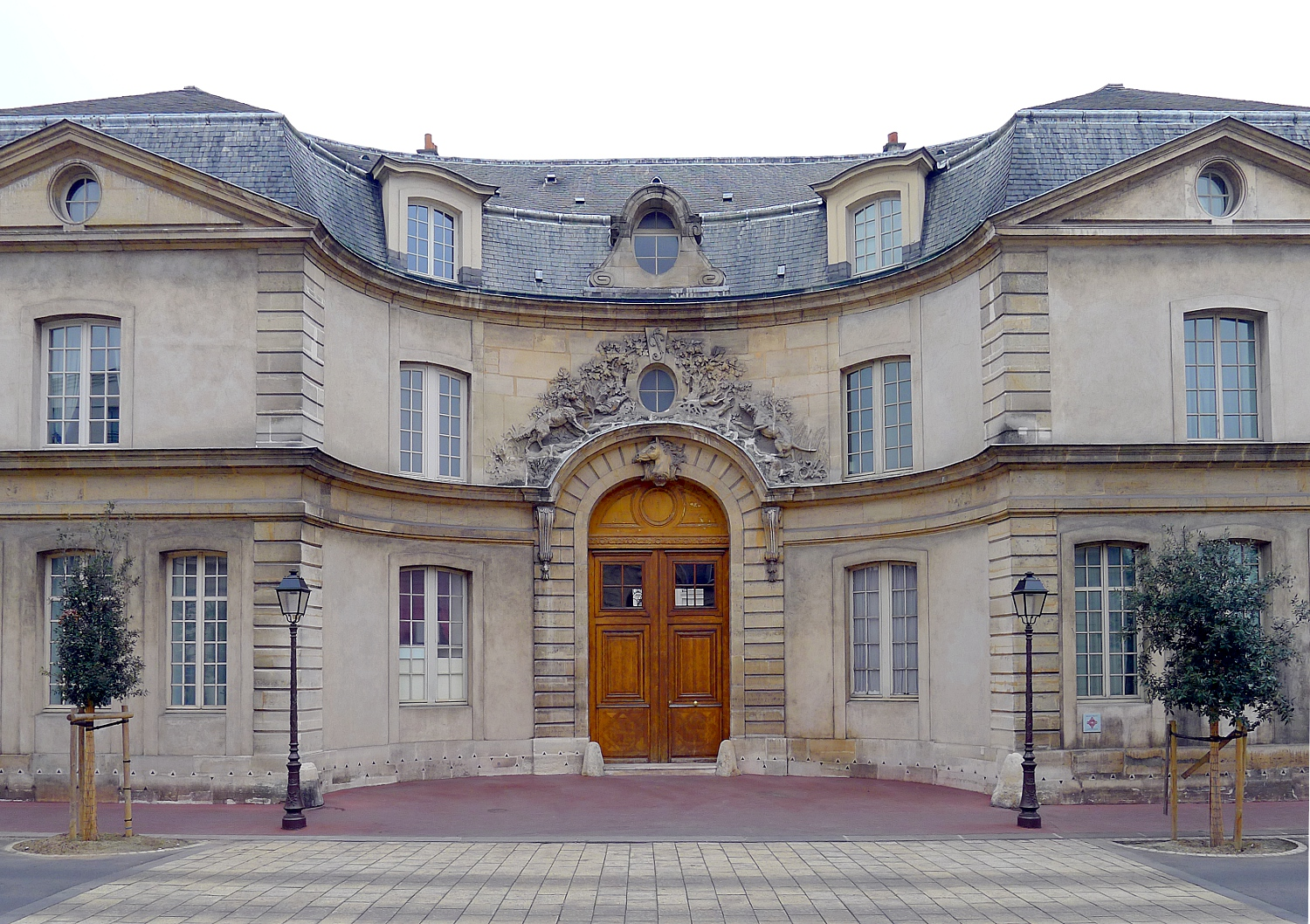
Vue frontale du château de Bercy.
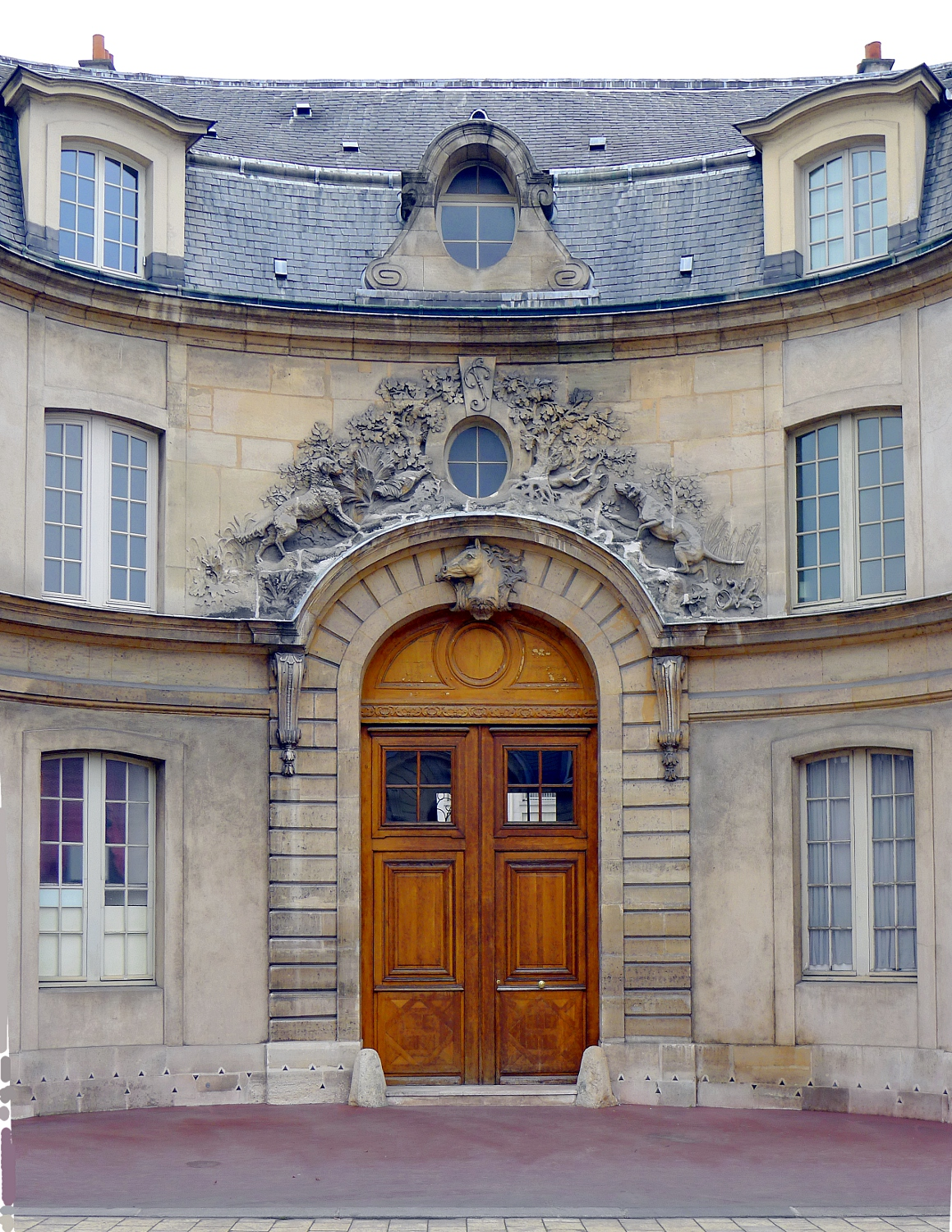
Détail du château de Bercy.
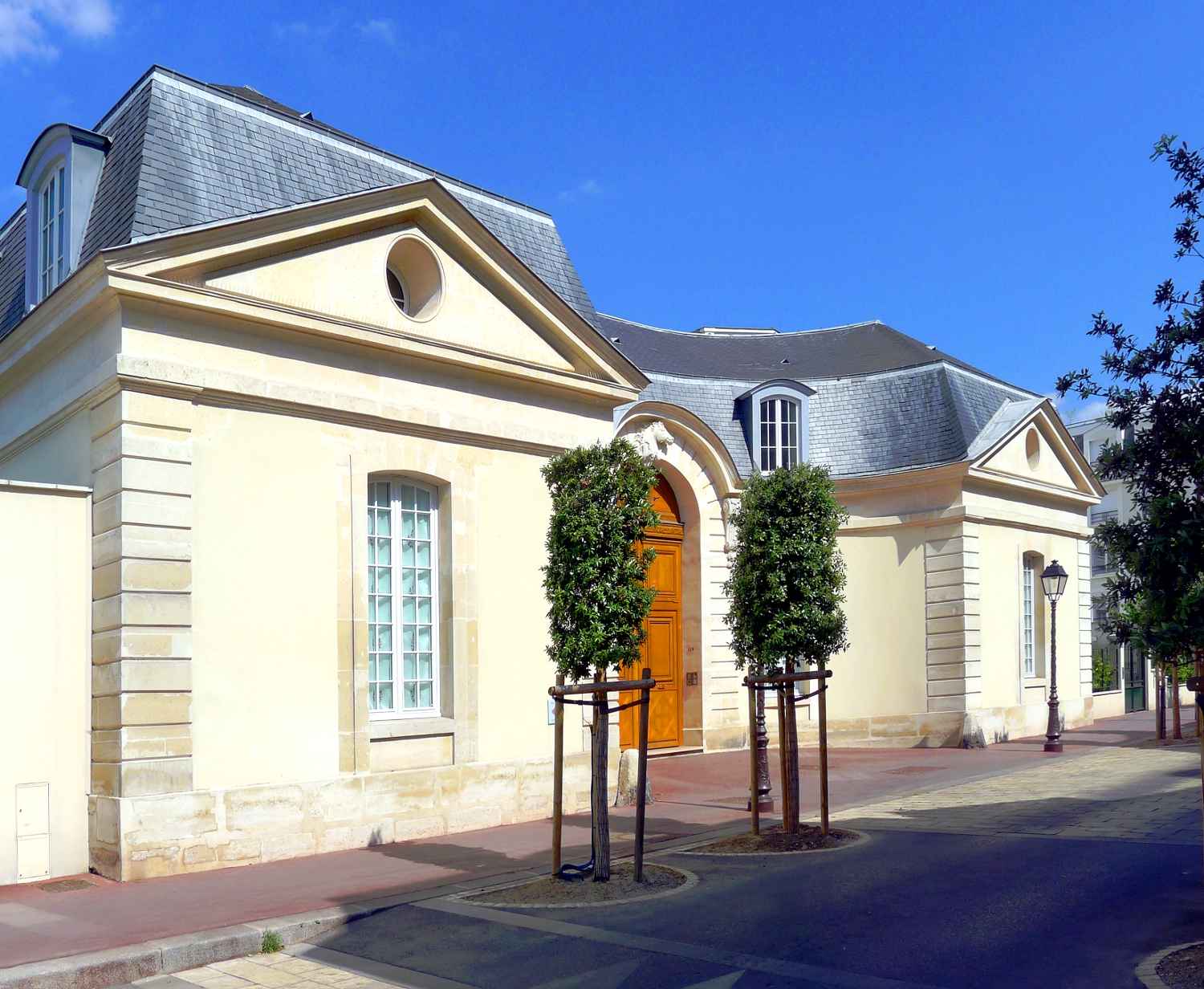
Pavillon nord du château de Bercy.

- Les vestiges de l'ancien château de Conflans, situés au 2 rue du Séminaire-de-Conflans (inscrits le 25 juin 1979)[68].

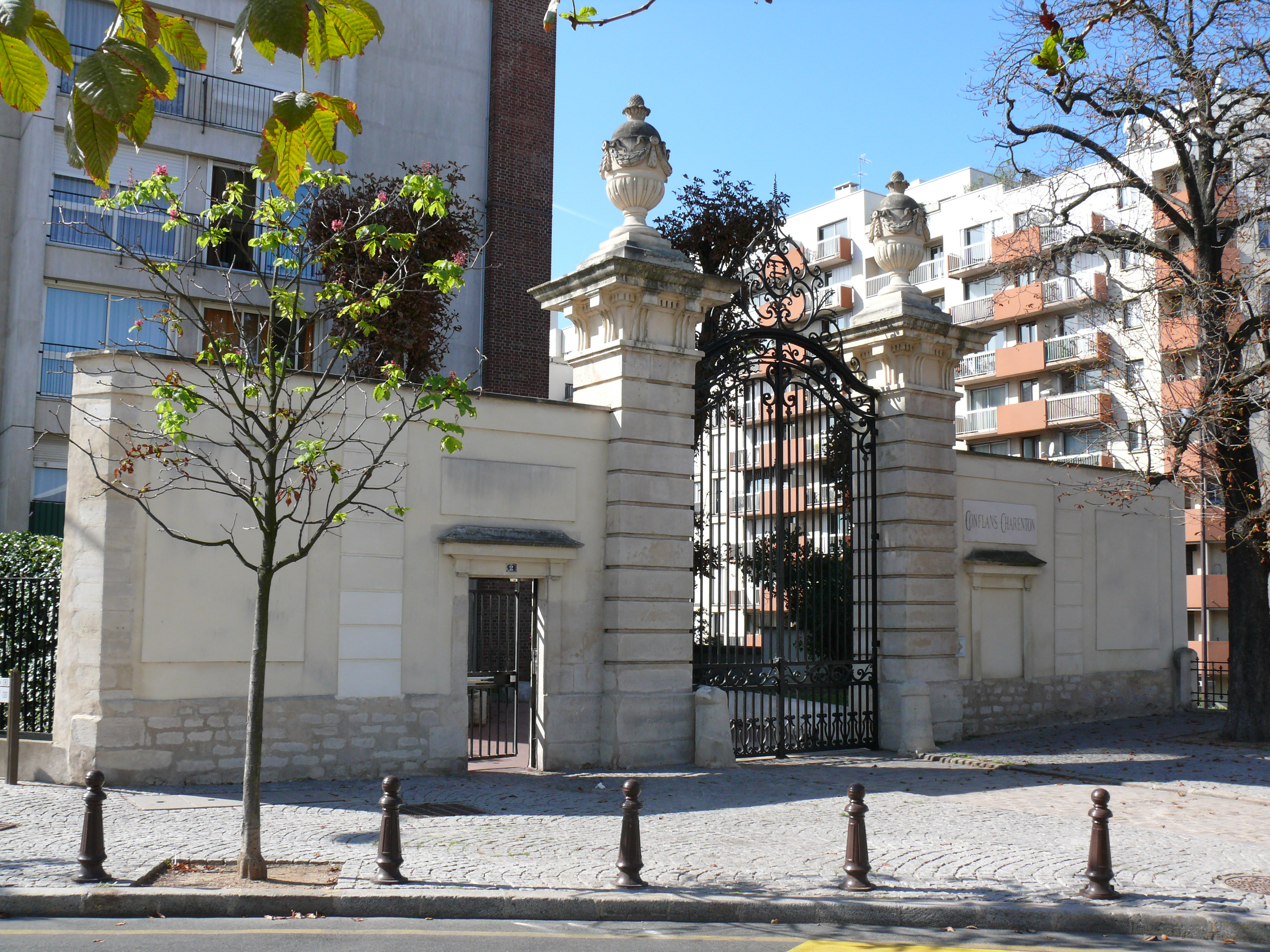
Portail d'entrée de l'ancien château de Conflans.
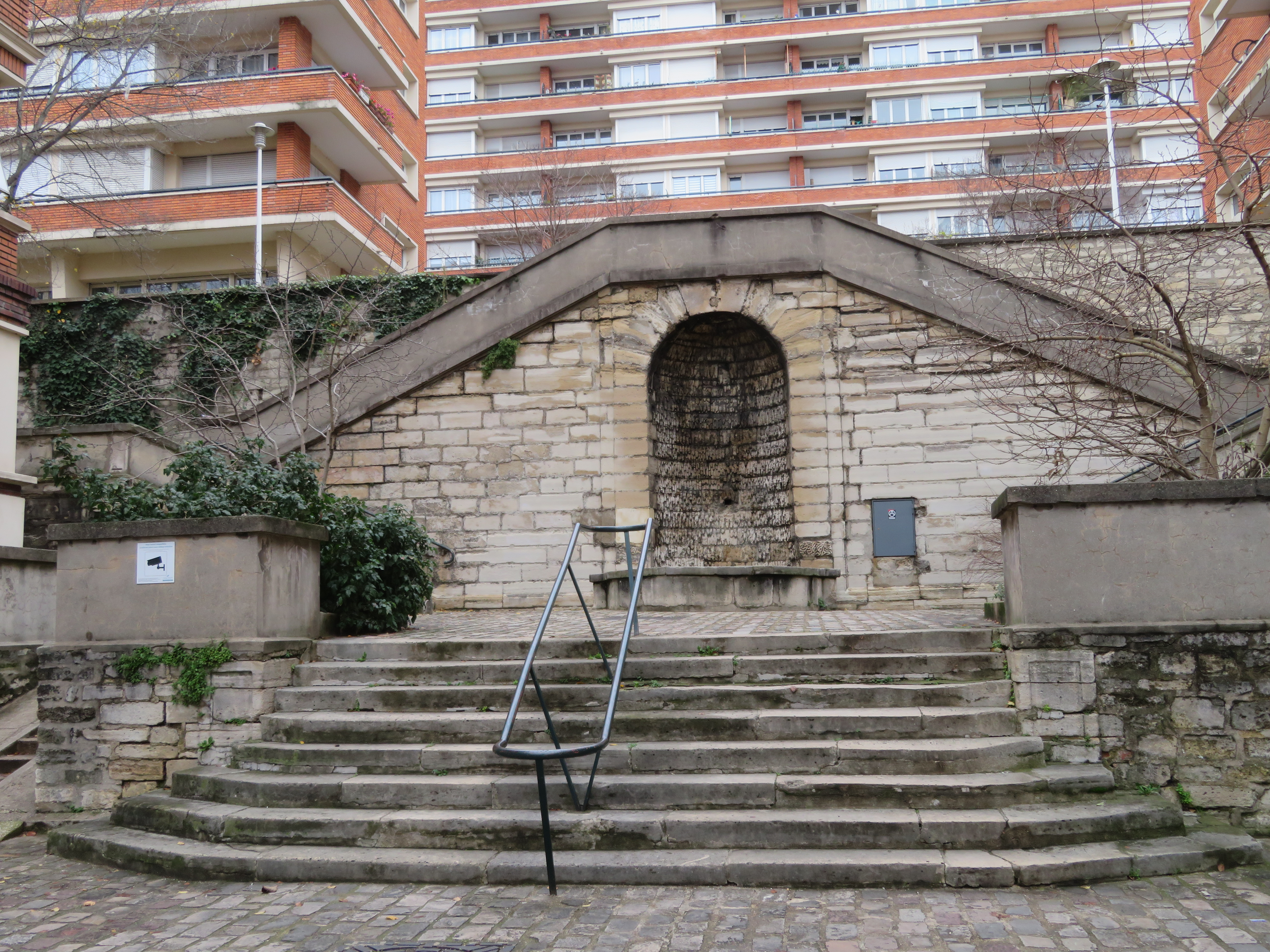
Escaliers de l'ancien château de Conflans.

- Le pavillon d'Antoine de Navarre, actuel hôtel de ville (classé en 1862)[69].
- La statue d'Henri IV, (place Arthur-Dussault).
- Le monument aux morts (place de l'Église) d'Émile Peynot.
- Deux cimetières :
  - Le cimetière ancien de Charenton, autrefois situé sur le territoire communal, se situe aujourd'hui à Paris dans le bois de Vincennes.
  - Le cimetière Valmy qui bien qu'ouvert en 1906 sur le territoire de la ville de Paris est un cimetière communal géré par la ville de Charenton-le-Pont.

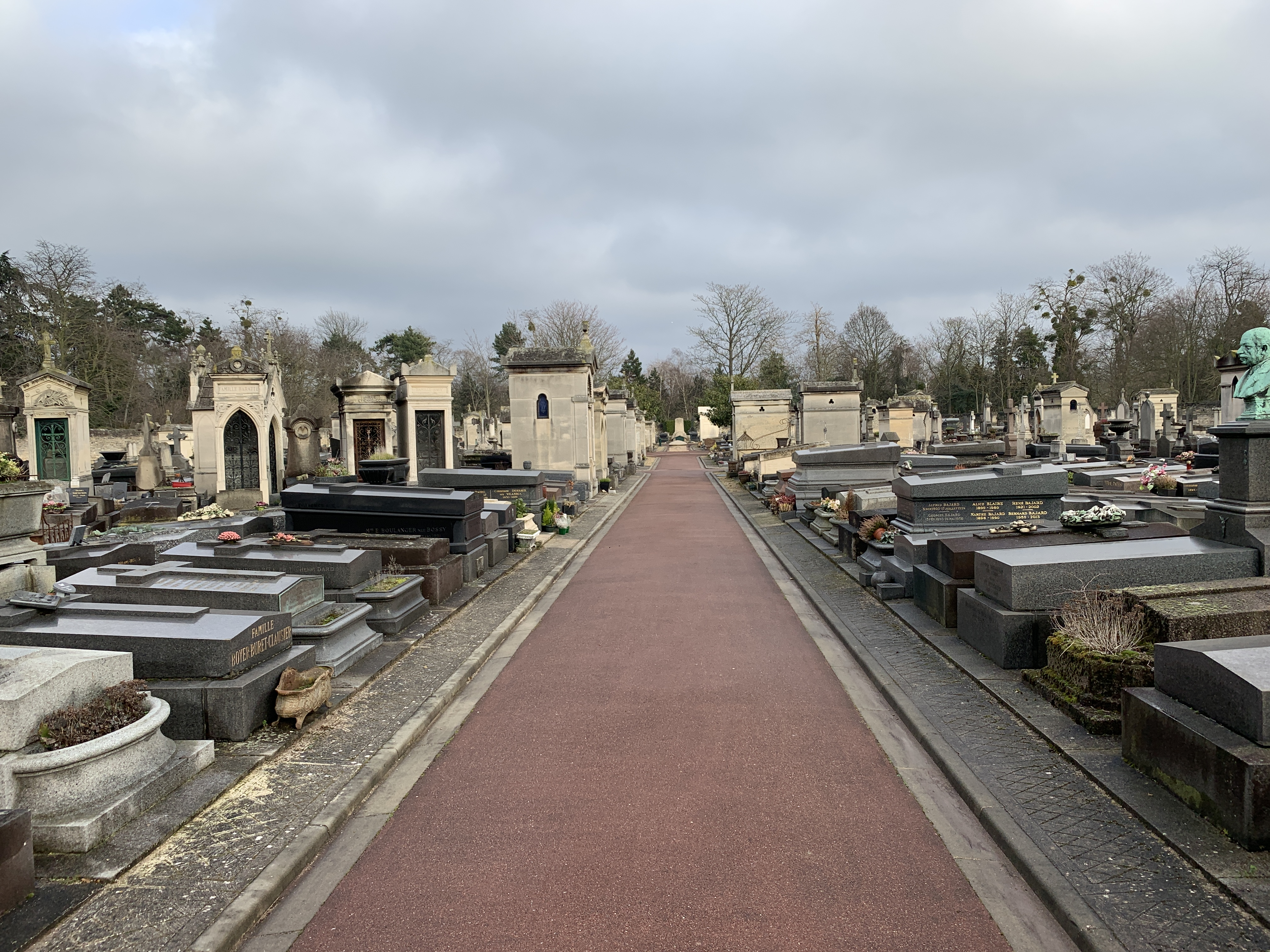
Cimetière ancien de Charenton-le-Pont.
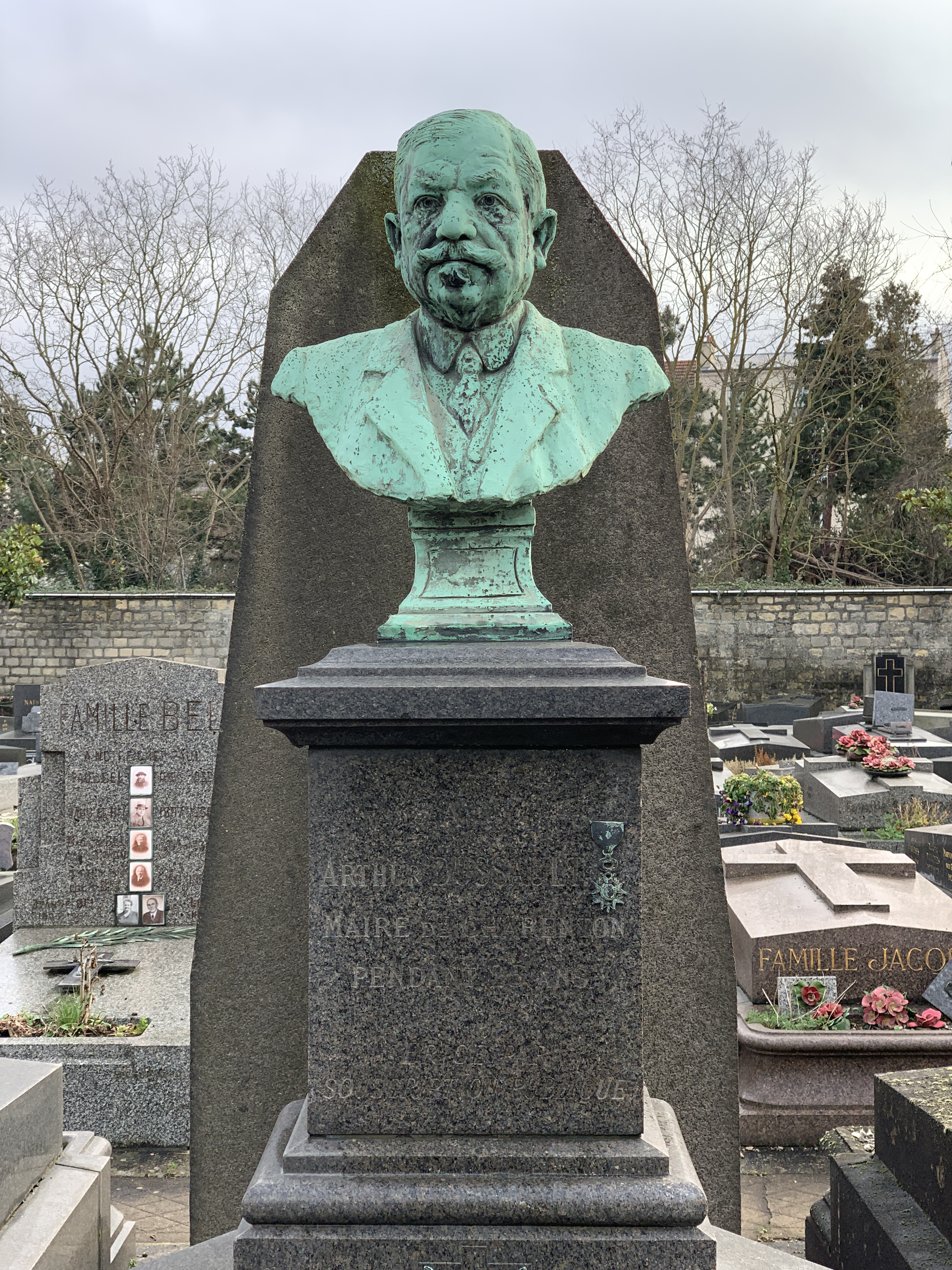
Tombe d'Arthur Dussault, cimetière ancien de Charenton-le-Pont.
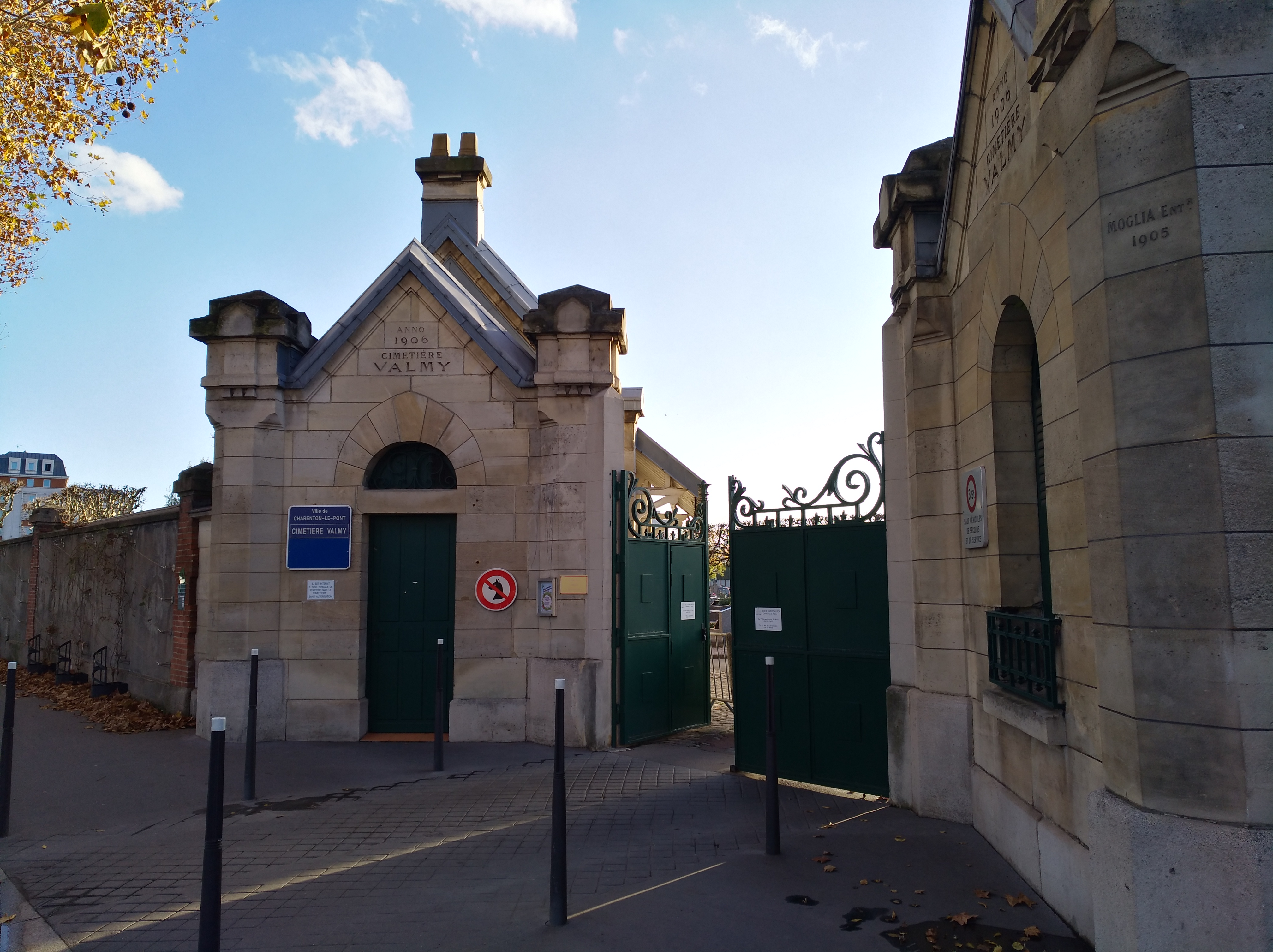
Entrée principale de style néogothique du cimetière Valmy.

- deux mosaïques monumentales de Louis Toffoli :
  - Les Tonneliers, quai des Carrières.
  - Les Enfants qui jouent, école des Quatre-Vents.
- La passerelle de Valmy, qui se trouve au bout de la rue de Valmy, a servi de décor pour le film Jules et Jim (1962) de François Truffaut. Elle est visible lors de la célèbre scène de course entre les trois protagonistes. Jean-Pierre Melville y a tourné la fin de la scène de la passerelle de la gare Orléans-Ceinture dans le film Le Samouraï.
- L'école Pasteur possède une statue de Pasteur de Cyril de La Patellière due à l'initiative de la municipalité.

#### Patrimoine religieux
- Église Saint-Pierre (1859), possède une pietà du XVIe siècle, des fonts baptismaux du XVIIe siècle et un calvaire en bronze de François Rude (1855).
- Bâtiments construits dans les années 1860 pour la Congrégation des Dames du Sacré-Cœur à l'emplacement d'un ancien couvent de Bénédictines vendu comme bien national à la Révolution ;  chapelle de Conflans (construite en 1867 chapelle des Dames du Sacré-Cœur puis de l'ancien petit séminaire de Paris), médiathèque de l'architecture et du patrimoine et le parc du Séminaire-de-Conflans, partie subsistante de l'ancien parc du séminaire, après installation de transformateurs EDF (le parc s'étendait antérieurement jusqu'à la rue des Bordeaux)[70].
- La chapelle Saint-Antoine-de-Padoue, dite chapelle des Tonneaux, qui existait depuis 1891, était située rue Escoffier (rue de la Zone à l'époque). Abandonnée en 1941 et démolie en 1988 lors de la création du quartier Bercy 2, elle fut remplacée en 1942 par la chapelle Sainte-Sophie-Barat située avenue de la Liberté et devenue le centre Emmaüs Charenton.
- Chapelle Notre-Dame-de-Valmy (construite en 1996), rue du Petit-Château ;
- La chapelle Notre-Dame-du-Sacré-Cœur, plus communément appelée chapelle Chanzy ou petite chapelle, située alors rue de Chanzy, fut démolie lors de la création du nouveau quartier Valmy-Liberté.
- Temple protestant, rue Guérin.
- Synagogues : rue des Bordeaux (construite en 2005 - ACIC), rue de Paris (Beth-Habad Charenton - S.Maurice) et rue de l'Arcade (Ben Abraham).

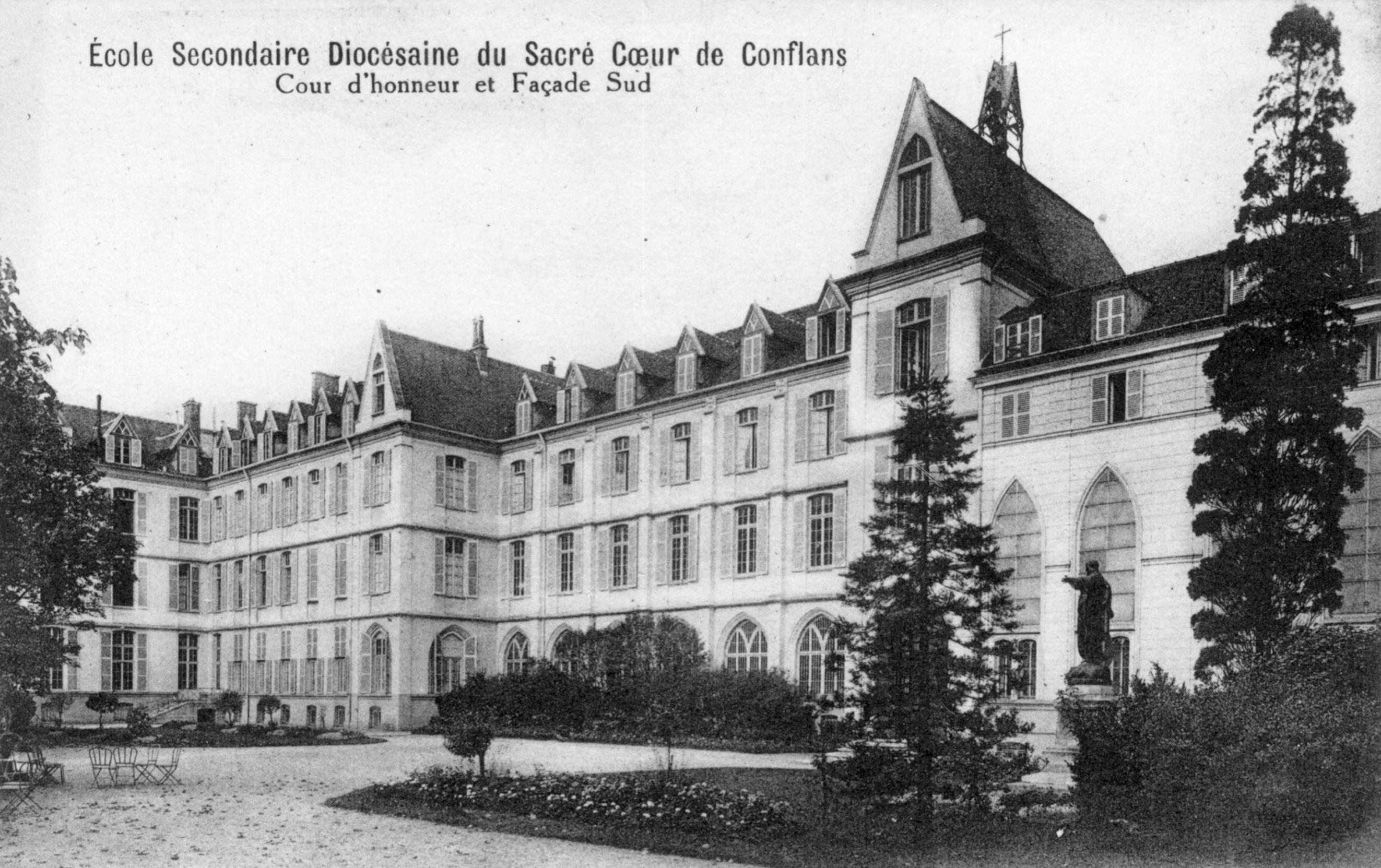
Cour d'honneur et façade sud de l'ancienne école secondaire diocésaine du Sacré-Cœur de Conflans, désormais médiathèque de l'architecture et du patrimoine.
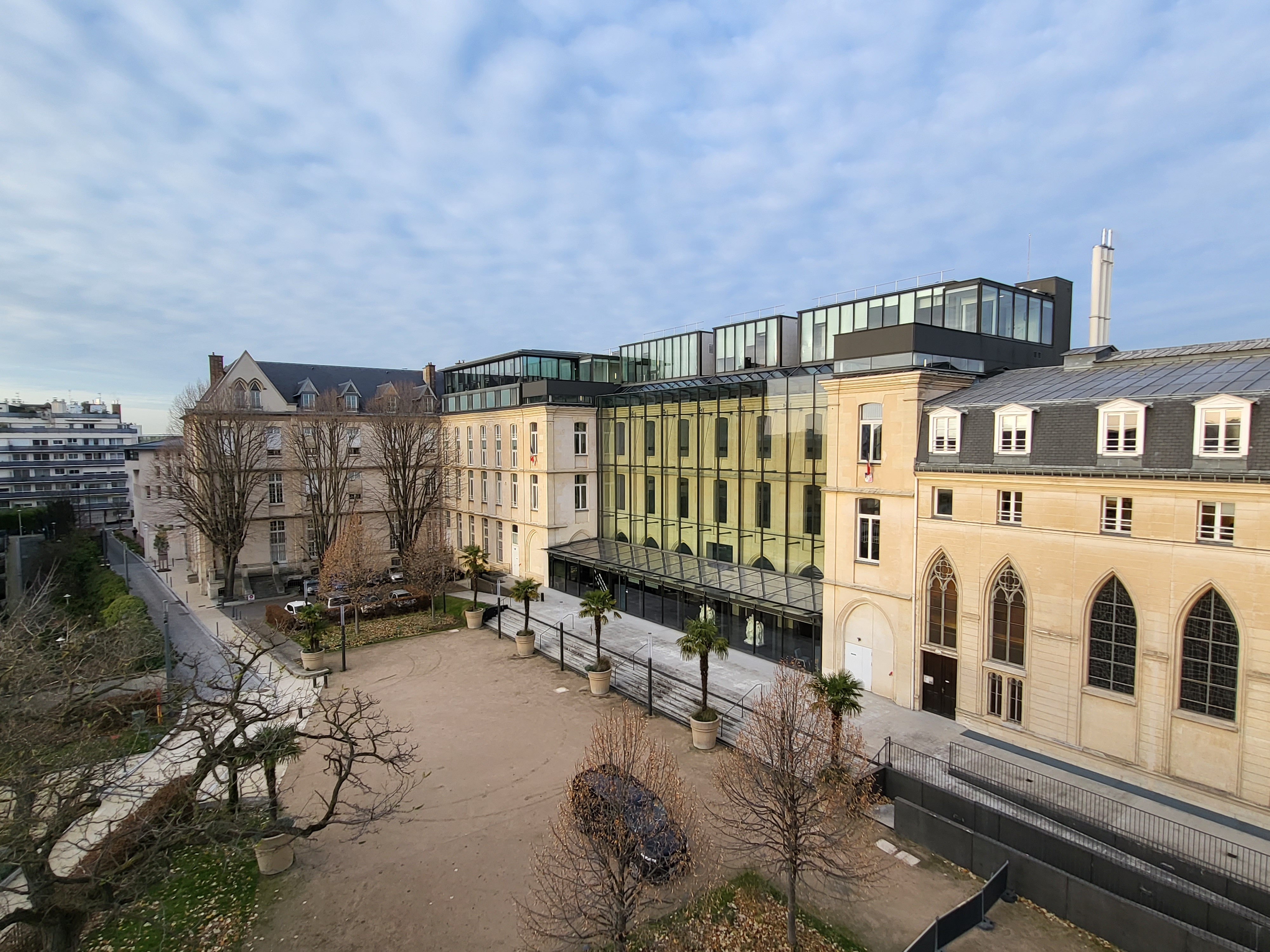
Façade principale du site de la médiathèque de l'architecture et du patrimoine de Charenton-le-Pont, situé rue du Séminaire de Conflans.
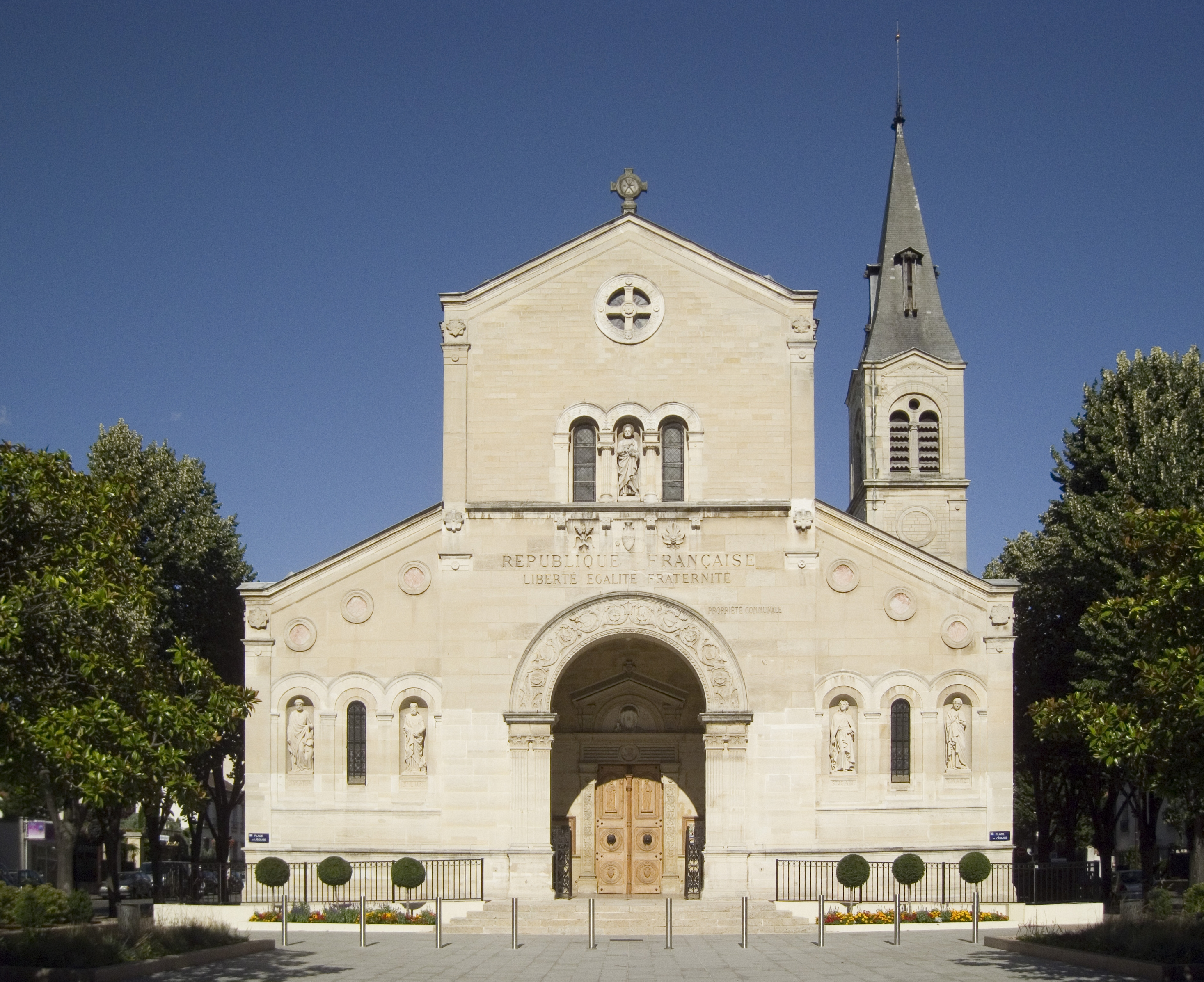
Façade principale de l'Église Saint-Pierre, depuis la place de l'église.
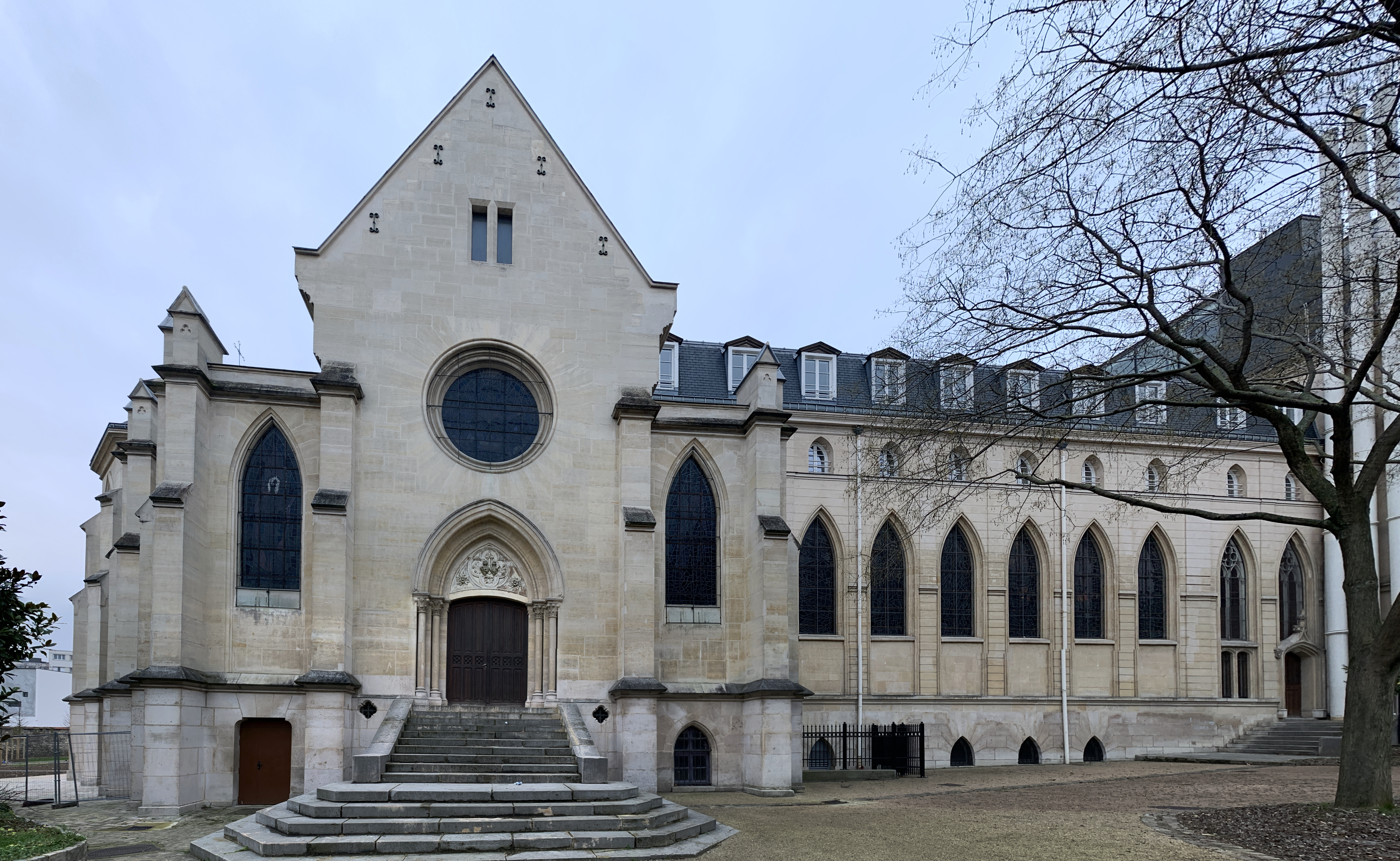
Façade principale de la chapelle de Conflans, située rue de l'Archevêché.
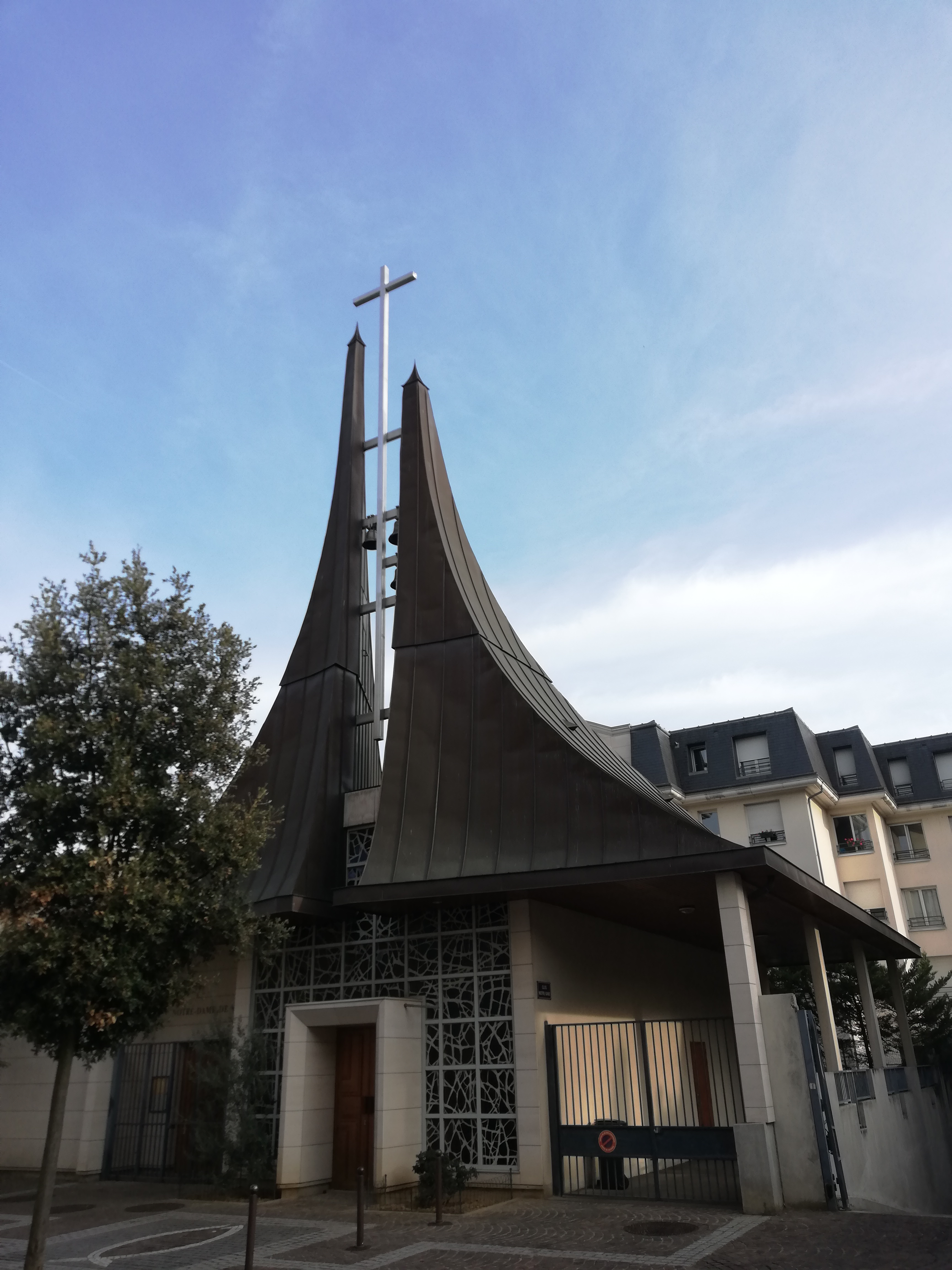
Façade principale de la Chapelle Notre-Dame-de-Valmy, située rue du petit-château.
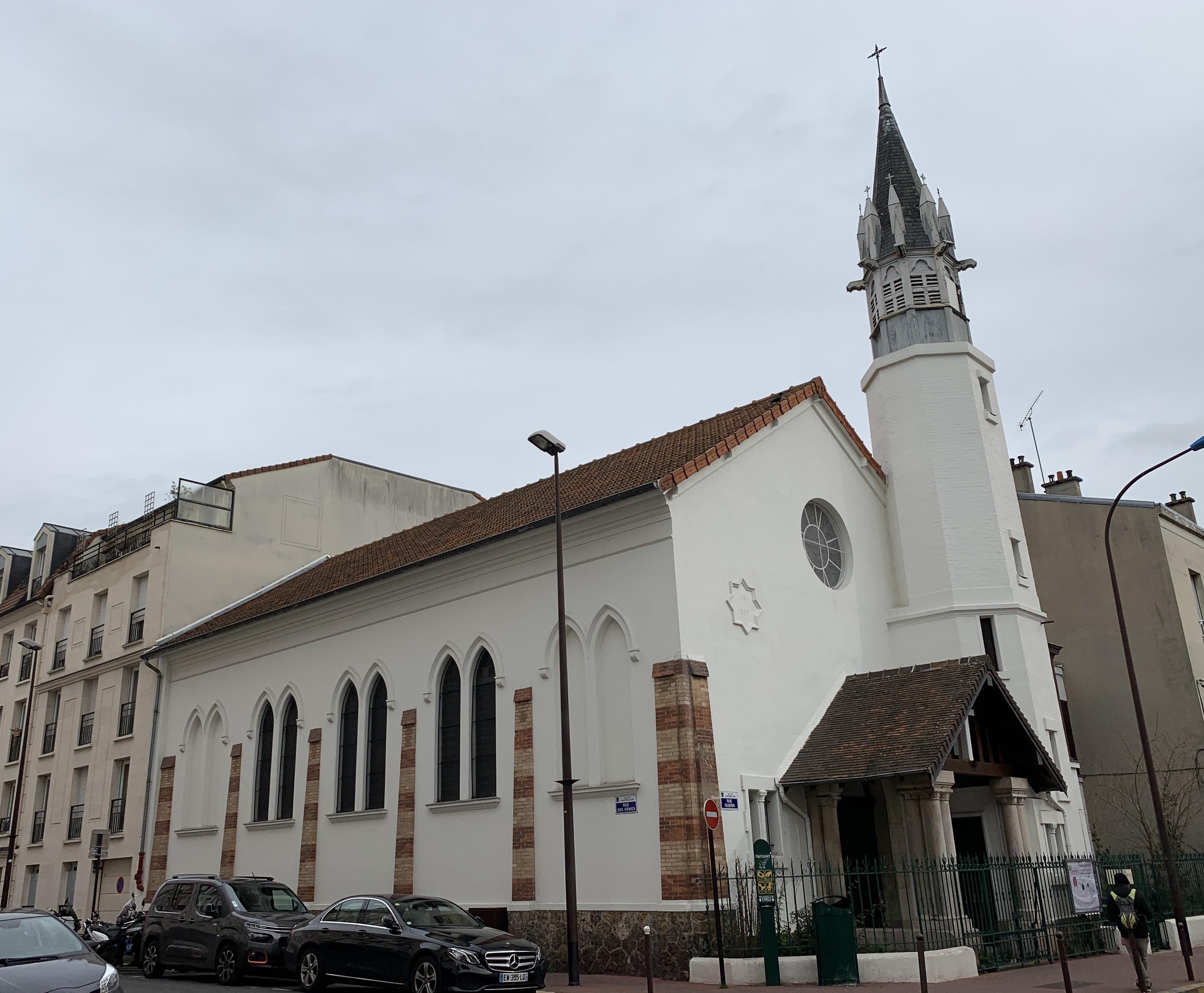
Façade principale du Temple protestant, situé rue Guérin.

### Gastronomie
Charenton abrite le siège de la Compagnie des courtiers jurés-experts piqueurs de vins de Paris.

### Personnalités liées à la commune
- Chrestienne Leclerc du Vivier (1563-1598), fondatrice à Charenton-le-Pont d’un couvent des carmes déchaussés ;
- Charles Auguste d'Allonville de Louville (1664-1731), colonel, se marie au château de Bercy sur le territoire de l’actuelle commune de Charenton-le-Pont ;
- Jean-Joseph Mouret (1682-1738), musicien, mort à Charenton-le-Pont ;
- Jean-Baptiste Stouf (1742-1827), sculpteur, mort à Charenton-le-Pont ;
- Edmé Pierre Louis Marchais (1760-1846), général des armées de la République, y est né ;
- Louise Geneviève de La Hye (1810-1838), compositrice française, y est née ;
- Zyg Brunner (1878-1961), dessinateur caricaturiste polonais est inhumé au cimetière ancien ;
- Gaston Trannoy (1880-1955), architecte, y est né ;
- Charles Bedaux (1886-1944) homme d'affaires franco-américain, diffuseur en Europe de l'organisation scientifique du travail y est né ;
- Paul Éluard (1895-1952), poète, vivait à Charenton-le-Pont où il est mort. Une plaque en hommage à sa mémoire est apposée avenue Jean-Jaurès[71] ;
- Henri Hisquin (1896-1974), écrivain, demeura à Charenton-le-Pont et enseigna à l'école élémentaire Aristide-Briand ;
- Victor Raymond Cordioux dit Raymond Cordy (1898-1956) est un acteur français. Il est inhumé au cimetière ancien de Charenton-le-Pont ;
- Louis Toffoli (1907-1999), peintre, a vécu la plus grande partie de sa vie à Charenton-le-Pont ;
- Shlomo Pinès (1908-1990), philosophe, à Charenton-le-Pont ;
- Willy Anthoons (1911-1982), sculpteur belge, est inhumé au cimetière Valmy de Charenton-le-Pont ;
- Yo Savy (1911-2003), peintre, fille du peintre Marcel Duchamp, est inhumée au cimetière ancien ;
- André Jorrand (1921-2007), compositeur, organiste et magistrat, vécut la plus grande partie de sa vie dans cette commune ;
- Le comédien Maurice Chevit (1923-2012) vécut 49 ans à Charenton-le-Pont ;
- Pierre Buraglio, né dans la commune le 4 mars 1939, artiste peintre et dessinateur ;
- Jean-Pierre Blanc (1942-2004), réalisateur et scénariste, à Charenton-le-Pont ;
- Jean-Pierre Jarier (1946-), pilote automobile (1971-1983) ;
- Paul Samanos (1968-), auteur de bande dessinée, est né dans la commune ;
- Eddy Ferhi (1979-), joueur de hockey sur glace ;
- Evan Fournier (1992-), joueur de NBA et d'équipe de France de Basketball, y a grandi ;
- Robert Marie Jean Pierre Schmelck (1915-1990), Premier président de la Cour de cassation de 1980 à 1984. Décédé le 17 février 1990 à Charenton-le-Pont, à l'âge de 74 ans.

### Héraldique, logotype et devise
| Blason de Charenton-le-Pont | Blason  | D'azur au pont de quatre arches ogivales d'or, fortifié, donjonné et girouetté d'argent, le tout maçonné de sable et posé sur une mer d'argent. Devise / CriPræsidium et decus (Défense et gloire). |
| Blason de Charenton-le-Pont | Détails | L'importance du pont fortifié, au confluent de la Marne et de la Seine, qui servit de défense près de Paris, a fourni naturellement les armoiries de la ville : D'azur au pont de quatre arches, soutenant une tour donjonnée et girouettée, le tout d'argent, maçonné et ajouré de sable, sur une rivière au naturel. Quant à la devise, tirée de Horace, H. Tausin la donne comme douteuse. L'ancien blason de la ville (officialisé le 24 janvier 1900) présentait une couronne murale de quatre tours et les arches latérales du pont couleur d'or. |

## Pour approfondir